# Lista di diocesi della Chiesa cattolica
Questa pagina contiene la lista delle diocesi della Chiesa cattolica strutturata per appartenenza geografica e rito liturgico. In corsivo è riportato il nome in latino.

## Chiese cattoliche di rito alessandrino

### Chiesa cattolica copta (Egitto)
- Patriarcato di Alessandria (Patriarchatus Alexandrinus Coptorum)
  - Eparchia di Abu Qurqas
  - Eparchia di Alessandria (Eparchia Alexandrina Coptorum)
  - Eparchia di Assiut (Eparchia Lycopolitana)
  - Eparchia di Giza (Eparchia Gizensis)
  - Eparchia di Ismailia (Eparchia Ismailiensis)
  - Eparchia di Luxor o di Tebe (Eparchia Thebana)
  - Eparchia di Minya o di Ermopoli Maggiore (Eparchia Hermopolitana)
  - Eparchia di Sohag (Eparchia Sohagensis)

### Chiesa cattolica eritrea
- Arcieparchia di Asmara (Archieparchia Asmarensis)
  - Eparchia di Barentù (Eparchia Barentuana)
  - Eparchia di Cheren (Eparchia Kerensis)
  - Eparchia di Saganèiti (Eparchia Segheneitensis)

### Chiesa cattolica etiope
- Arcieparchia di Addis Abeba (Archieparchia Neanthopolitania)
  - Eparchia di Adigrat (Eparchia Adigratensis)
  - Eparchia di Bahir Dar-Dessiè (Eparchia Bahirdardessiensis)
  - Eparchia di Emdeber (Eparchia Emdeberensis)

## Chiese cattoliche di rito antiocheno

### Chiesa cattolica maronita
- Arcieparchia di Aleppo (Archieparchia Aleppensis Maronitarum, Siria)
- Arcieparchia di Antélias (Archieparchia Anteliensis Maronitarum, Libano)
- Arcieparchia di Beirut (Archieparchia Berytensis Maronitarum, Libano)
- Arcieparchia di Cipro (Archieparchia Cyprensis Maronitarum, Cipro)
- Arcieparchia di Damasco (Archieparchia Damascenus Maronitarum, Siria)
- Arcieparchia di Haifa e Terra Santa (Archieparchia Ptolemaidensis Maronitarum in Terra Sancta, Israele)
- Arcieparchia di Tiro (Archieparchia Tyrensis Maronitarum, Libano)
- Arcieparchia di Tripoli (Archieparchia Tripolitanus Maronitarum, Libano)
- Eparchia di Baalbek-Deir El-Ahmar (Eparchia Helipolitana-Rubrimonasteriensis Maronitarum, Libano)
- Eparchia di Batrun (Eparchia Botryensis Maronitarum, Libano)
- Eparchia del Cairo (Eparchia Cahirensis Maronitarum, Egitto)
- Eparchia di Jbeil (Eparchia Bybliensis Maronitarum, Libano)
- Eparchia di Laodicea (Eparchia Laodicena Maronitarum, Siria)
- Eparchia di Nostra Signora dell'Annunciazione di Ibadan (Eparchia Annuntiationis Maronitarum, Nigeria)
- Eparchia di Nostra Signora del Libano a Los Angeles (Eparchia Dominae Nostrae Libanensis in Civitate Angelorum in California Maronitarum, Stati Uniti d'America)
- Eparchia di Nostra Signora del Libano di Parigi (Eparchia Dominae Nostrae Libanensis Maronitarum, Francia)
- Eparchia di Nostra Signora del Libano di San Paolo (Eparchia Dominae Nostrae Libanensis Sancti Pauli Maronitarum, Brasile)
- Eparchia di Nostra Signora dei Martiri Libanesi di Città del Messico (Eparchia Dominae Nostrae Martyrum Libanensium in Civitate Mexicana Maronitarum, Messico)
- Eparchia di San Charbel di Buenos Aires (Eparchia Sancti Sarbelii Bonaërensis Maronitarum, Argentina)
- Eparchia di San Marone di Brooklyn (Eparchia Sancti Maronis Nruklyniensis Maronitarum, Stati Uniti d'America)
- Eparchia di San Marone di Montréal (Eparchia Sancti Maronis Marianopolitana Maronitarum, Canada)
- Eparchia di San Marone di Sydney (Eparchia Sancti Maronis Sydneyensis Maronitarum, Australia)
- Eparchia di Sidone (Eparchia Sidoniensis Maronitarum, Libano)
- Eparchia di Zahleh (Eparchia Mariamnensis Maronitarum, Libano)
- Esarcato apostolico della Colombia (Exarchatus Apostolicus Columbiae, Colombia)
- Patriarcato di Antiochia (Patriarchatus Antiochenus Maronitarum, Libano)
  - Esarcato patriarcale di Gerusalemme e Palestina (Palestina)
  - Esarcato patriarcale di Giordania (Giordania)
  - Eparchia di Joubbé, Sarba e Jounieh (Eparchia Ioubbensis, Sarbensis et Iuniensis Maronitarum, Libano)

### Chiesa cattolica sira
- Arcieparchia di Aleppo (Archieparchia Aleppensis Syrorum, Siria)
- Arcieparchia di Baghdad (Archieparchia Babylonensis Syrorum, Iraq)
- Arcieparchia di Damasco (Archieparchia Damascenus Syrorum, Siria)
- Arcieparchia di Hassaké-Nisibi (Archieparchia Hassakensis et Nisibenus Syrorum, Siria)
- Arcieparchia di Homs (Archieparchia Hemesena Syrorum, Siria)
- Arcieparchia di Mosul (Archieparchia Mausiliensis Syrorum, Iraq)
- Eparchia di Adiabene (Eparchia Adiabensis Syrorum, Iraq)
- Eparchia del Cairo (Eparchia Cahirensis Syrorum, Egitto)
- Eparchia di Nostra Signora della Liberazione negli Stati Uniti (Eparchia Dominae Nostrae Liberationis in Civitatibus Foederatis Americae, Stati Uniti d'America)
- Esarcato apostolico del Canada (Exarchatus Apostolicus Canadae, Canada)
- Esarcato apostolico del Venezuela (Exarchatus Apostolicus Dominae Nostrae Assumptionis Maracayensis Syrorum, Venezuela)
- Patriarcato di Antiochia (Patriarchatus Antiochenus Syrorum, Libano)
  - Eparchia di Beirut (Eparchia Berytensis Syrorum, Libano)
  - Esarcato patriarcale di Bàssora e Golfo (Iraq, Kuwait)
  - Esarcato patriarcale di Gerusalemme (Palestina)
  - Esarcato patriarcale di Turchia (Turchia)
  - Territorio dipendente del patriarcato di Sudan e Sud Sudan

### Chiesa cattolica siro-malankarese
- Arcieparchia di Tiruvalla (Archieparchia Tiruvallensis, India)
  - Eparchia di Battery (Eparchia Batteriensis)
  - Eparchia di Muvattupuzha (Eparchia Muvattupuzhensis)
  - Eparchia di Puthur (Eparchia Puthurensis)
- Arcieparchia di Trivandrum (Archieparchia Trivandrensis Syrorum Malankarensium, India)
  - Eparchia di Marthandom (Eparchia Martandomensis)
  - Eparchia di Mavelikara (Eparchia Mavelikarensis)
  - Eparchia di Parassala (Eparchia Parassalanus)
  - Eparchia di Pathanamthitta (Eparchia Pathanamthittensis)
  - Eparchia di Sant'Efrem di Khadki (Eparchia Sancti Ephraimi Khadkiensis)
- Eparchia di San Giovanni Crisostomo di Gurgaon (Eparchia Sancti Ioannis Chrysostomi Gurgaonensis, India)
- Eparchia di Santa Maria Regina della Pace (Eparchia Sanctae Mariae Reginae Pacis Syrorum Malankesium, Canada, Stati Uniti d'America)

## Chiese cattoliche di rito armeno

### Chiesa armeno-cattolica
- Arcieparchia di Aleppo (Archieparchia Aleppensis Armenorum, Siria)
- Arcieparchia di Baghdad (Archieparchia Babylonensis Armenorum, Iraq)
- Arcieparchia di Costantinopoli (Archieparchia Constantinopolitana Armenorum, Turchia)
- Arcieparchia di Leopoli (Archieparchia Leopolitana Armenorum, Ucraina)
- Eparchia di Nostra Signora di Nareg in Glendale (Eparchia Dominae Nostrae Naregensis, Stati Uniti d'America)
- Eparchia della Santa Croce di Parigi (Eparchia Sanctae Crucis Lutetiae Parisiorum, Francia)
- Eparchia di San Gregorio di Narek in Buenos Aires (Eparchia Sancti Gregorii Narekiani Bonaërensis Armenorum, Argentina)
- Esarcato apostolico di America Latina e Messico (Exarchatus Apostolicus Americae Latinae una cum Mexico, Brasile, Messico)
- Ordinariato dell'Europa orientale (Ordinariatus Europae Orientalis, Armenia)
- Ordinariato di Grecia (Ordinariatus Greciae, Grecia)
- Ordinariato di Romania (Ordinariatus Romaniae, Romania)
- Patriarcato di Cilicia (Patriarchatus Ciliciae Armenorum, Libano)
  - Arcieparchia di Beirut (Archieparchia Berytensis Armenorum, Libano)
  - Eparchia di Alessandria (Eparchia Alexandrina Armenorum, Egitto)
  - Eparchia di Ispahan (Eparchia Hispahanensis Armenorum, Iran)
  - Eparchia di Kamichlié (Eparchia Kamechliensis Armenorum, Siria)
  - Esarcato patriarcale di Damasco (Siria)
  - Esarcato patriarcale di Gerusalemme e Amman (Giordania, Israele, Palestina)

## Chiese cattoliche di rito bizantino

### Chiesa greco-cattolica albanese
- Amministrazione apostolica dell'Albania meridionale (Administratio Apostolica Albaniae Meridionalis), suffraganea dell'arcidiocesi di Tirana-Durazzo

### Chiesa greco-cattolica bulgara
- Eparchia di San Giovanni XXIII di Sofia (Eparchia Sancti Ioannis XXIII Sophiae)

### Chiesa cattolica greca
- Esarcato apostolico di Costantinopoli (Exarchatus Apostolicus Constantinopolitanus, Turchia)
- Esarcato apostolico di Grecia (Exarchatus Apostolicus Greciae, Grecia)

### Chiesa bizantina cattolica in Italia
- Abbazia Territoriale di Santa Maria di Grottaferrata (Abbatia Territorialis Beatae Maria Cryptaeferratae)
- Eparchia di Lungro (Eparchia Lungrensis)
- Eparchia di Piana degli Albanesi (Eparchia Planensis Albanensium)

### Chiesa greco-cattolica macedone
- Eparchia della Beata Maria Vergine Assunta in Strumica-Skopje (Eparchia Beatae Mariae Virginis in Caelum Assumptae Strumnitziensis-Scopiensis)

### Chiesa cattolica greco-melchita
- Arcieparchia di Akka o San Giovanni d'Acri (Archieparchia Ptolemaidensis Melchitarum, Israele)
- Arcieparchia di Aleppo (Archieparchia Aleppensis Melchitarum, Siria)
- Arcieparchia di Baalbek (Archieparchia Heliopolitana Graecorum Melchitarum, Libano)
- Arcieparchia di Beirut e Jbeil (Archieparchia Berytorum et Gibailensis Melchitarum, Libano)
- Arcieparchia di Bosra e Hauran (Archieparchia Bostrena et Auranensis, Siria)
- Arcieparchia di Homs (Archieparchia Hemesena Melchitarum, Siria)
- Arcieparchia di Laodicea (Archieparchia Laodicena Melchitarum, Siria)
- Arcieparchia di Petra e Filadelfia (Archieparchia Petrensis et Philadelphiensis Melchitarum, Giordania)
- Arcieparchia di Tiro (Archieparchia Tyrensis Melchitarum, Libano)
  - Arcieparchia di Baniyas (Archieparchia Caesariensis Melchitarum)
  - Arcieparchia di Sidone (Archieparchia Sidoniensis Melchitarum)
  - Arcieparchia di Tripoli (Archieparchia Tripolitana Melchitarum)
- Eparchia di Newton (Eparchia Neotoniensis Melchitarum, Stati Uniti d'America)
- Eparchia di Nostra Signora del Paradiso di Città del Messico (Eparchia Dominae Nostrae Paradisis in Civitate Mexicana Melchitarum, Messico)
- Eparchia di Nostra Signora del Paradiso di San Paolo (Eparchia Dominae Nostrae Paradisis Sancti Pauli Melchitarum, Brasile), suffraganea dell'arcidiocesi di San Paolo
- Eparchia di San Michele di Sydney (Eparchia Sancti Michaëlis Sydneyensis Melchitarum, Australia)
- Eparchia del Santissimo Salvatore di Montréal (Eparchia Sanctissimi Salvatoris Marianopolitansis Melchitarum, Canada)
- Esarcato apostolico d'Argentina (Exarchatus Apostolicus Argentinae, Argentina)
- Esarcato apostolico del Venezuela (Exarchatus Apostolicus Caracensis Melchitarum, Venezuela)
- Patriarcato di Antiochia (Patriarchatus Antiochenus Melchitarum, Siria)
  - Arcieparchia di Damasco (Archieparchia Damascena Melchitarum, Siria)
    - Arcieparchia di Zahleh e Furzol (Archieparchia Mariamnensis Melchitarum, Libano)

  - Esarcato patriarcale dell'Iraq (Iraq)
  - Esarcato patriarcale del Kuwait (Kuwait)
  - Territorio dipendente dal patriarcato di Egitto, Sudan e Sud Sudan (Egitto, Sudan, Sud Sudan)
  - Territorio di Gerusalemme dipendente dal Patriarcato (Palestina)

### Chiesa greco-cattolica rumena
- Arcieparchia di Făgăraș e Alba Iulia (Archieparchia Fagarasiensis et Albae Iuliensis Romenorum, Romania)
  - Eparchia di Cluj-Gherla (Eparchia Claudiopolitana-Armenopolitana Romenorum)
  - Eparchia di Lugoj (Eparchia Lugosiensis Romenorum)
  - Eparchia di Maramureș (Eparchia Maramuresensis Romenorum)
  - Eparchia di Gran Varadino o Oradea Mare (Eparchia Magnovaradinensis Romenorum)
  - Eparchia di San Basilio Magno di Bucarest (Eparchia Sanctus Basilius Magnus Bucarestiensis Romenorum)
- Eparchia di San Giorgio di Canton (Eparchia Sancti Georgii Martyris Romenorum, Stati Uniti d'America)

### Chiesa greco-cattolica russa
- Esarcato apostolico di Harbin (Exarchatus Apostolicus Harbinensis, Cina)
- Esarcato apostolico di Russia (Exarchatus Apostolicus Russiae, Russia)

### Chiesa greco-cattolica rutena
- Arcieparchia di Pittsburgh (Archieparchia Pittsburgensis Ruthenorum, Stati Uniti d'America)
  - Eparchia della Santa Protezione di Maria di Phoenix (Eparchia Sanctae Mariae a Patrocinio in urbe Phoenicensi Ruthenorum)
  - Eparchia di Parma (Eparchia Parmensis Ruthenorum)
  - Eparchia di Passaic (Eparchia Passaicensis Ruthenorum)
- Eparchia di Mukačevo (Eparchia Munkacsiensis Ruthenorum, Ucraina)
- Esarcato apostolico della Repubblica Ceca (Exarchatus Apostolicus Reipublicae Cechae, Repubblica Ceca)
- Esarcato apostolico dei Santi Cirillo e Metodio di Toronto (Exarchatus Sanctorum Cirylli et Methodii Torontini Slovachorum, Canada)

### Chiesa bizantina cattolica di Croazia e Serbia
- Eparchia di Križevci (Eparchia Crisiensis, Croazia), suffraganea dell'arcidiocesi di Zagabria.
- Eparchia di San Nicola di Ruski Krstur (Eparchia Serbiae, Serbia)

### Chiesa greco-cattolica slovacca
- Arcieparchia di Prešov (Archieparchia Presoviensis Slovachorum, Slovacchia)
  - Eparchia di Bratislava (Eparchia Bratislaviensis Slovachorum)
  - Eparchia di Košice (Eparchia Kosicensis Slovachorum)

### Chiesa greco-cattolica ucraina
- Amministrazione apostolica del Kazakistan e dell'Asia Centrale (Kazakistan, Kirghizistan, Tagikistan, Turkmenistan, Uzbekistan)
- Arcieparchia di Filadelfia (Archieparchia Philadelphiensis Ucrainorum, Stati Uniti d'America)
  - Eparchia di San Giosafat di Parma (Eparchia Sancti Iosaphat Parmensis Ucrainorum)
  - Eparchia di San Nicola di Chicago (Eparchia Sancti Nicolai Chicagiensis Ucrainorum)
  - Eparchia di Stamford (Eparchia Stanfordensis Ucrainorum)
- Arcieparchia di Ivano-Frankivs'k (Eparchia Stanislaopolitana Ucrainorum, Ucraina)
  - Eparchia di Černivci (Eparchia Chernivcensis Ucrainorum)
  - Eparchia di Kolomyja (Eparchia Kolomyensis Ucrainorum)
- Arcieparchia di Kiev (Archieparchia Kioviensis Ucrainorum, Ucraina)
- Arcieparchia di Leopoli (Archieparchia Leopolitana Ucrainorum, Ucraina)
  - Eparchia di Sambir-Drohobyč (Eparchia Samboriensis-Drohobychiensis Ucrainorum)
  - Eparchia di Sokal'-Žovkva (Eparchia Socaliensis-Zhovkviesis Ucrainorum)
  - Eparchia di Stryj (Eparchia Striensis Ucrainorum)
- Arcieparchia di Przemyśl-Varsavia (Archieparchia Premisliensis-Varsaviensis Ucrainorum, Polonia)
  - Eparchia di Breslavia-Koszalin (Eparchia Vratislaviensis-Coslinensis Ucrainorum)
  - Eparchia di Olsztyn-Danzica
- Arcieparchia di San Giovanni Battista di Curitiba (Archieparchia Sancti Ioannis Baptistae Curitibensis Ucrainorum, Brasile)
  - Eparchia dell'Immacolata Concezione di Prudentópolis (Eparchia Immaculatae Conceptionis Prudentopolitana Ucrainorum)
- Arcieparchia di Ternopil'-Zboriv (Eparchia Ternopoliensis-Zboroviensis, Ucraina)
  - Eparchia di Bučač (Eparchia Bucacensis Ucrainorum)
  - Eparchia di Kam''janec'-Podil's'kyj (Eparchia Camenecensis Ucrainorum)
- Arcieparchia di Winnipeg (Archieparchia Vinnipegensis Ucrainorum, Canada)
  - Eparchia di Edmonton (Eparchia Edmontonensis Ucrainorum)
  - Eparchia di Toronto (Eparchia Torontina Ucrainorum)
  - Eparchia di Saskatoon (Eparchia Saskatoonensis Ucrainorum)
  - Eparchia di New Westminster (Eparchia Neo-Vestmonasteriensis Ucrainorum)
- Eparchia della Sacra Famiglia di Londra (Eparchia Sanctae Familiae Londiniensis Ucrainorum, Regno Unito)
- Eparchia di Santa Maria del Patrocinio in Buenos Aires (Eparchia Sanctae Mariae a patrocinio Bonaërensis Ucrainorum, Argentina), suffraganea dell'arcidiocesi di Buenos Aires.
- Eparchia dei Santi Pietro e Paolo di Melbourne (Eparchia Sanctorum Petri et Pauli Melburnensis Ucrainorum, Australia), suffraganea dell'arcidiocesi di Melbourne
- Eparchia di San Vladimiro il Grande di Parigi (Eparchia Sancti Vladimiri Magni in urbe Parisiensi Ucrainorum, Francia)
- Esarcato apostolico di Germania e Scandinavia (Exarchatus Apostolicus Germania et Scandiae, Danimarca, Germania, Norvegia, Svezia)
- Esarcato apostolico d'Italia (Italia)
- Esarcato arcivescovile di Charkiv (Ucraina)
- Esarcato arcivescovile di Crimea (Ucraina)
- Esarcato arcivescovile di Donec'k (Ucraina)
- Esarcato arcivescovile di Luc'k (Ucraina)
- Esarcato arcivescovile di Odessa (Ucraina)

### Chiesa greco-cattolica ungherese
- Arcieparchia di Hajdúdorog (Archieparchia Haidudoroghensis)
  - Eparchia di Miskolc (Eparchia Miskolcensis)
  - Eparchia di Nyíregyháza (Eparchia Nyiregyhazanus)

## Chiese cattoliche di rito caldeo

### Chiesa cattolica caldea
- Arcieparchia di Arbil o Erbil (Archieparchia Arbilensis Chaldaeorum, Iraq)
- Arcieparchia di Bassora (Archieparchia Basrensis Chaldaeorum, Iraq)
- Arcieparchia di Diyarbakır o Amida (Archieparchia Amidensis Chaldaeorum, Turchia)
- Arcieparchia di Kirkuk (Archieparchia Cherchensis, Iraq)
- Arcieparchia di Mosul e Aqra (Archieparchia Mausiliensis et Akrensis Chaldaeorum, Iraq)
- Arcieparchia di Teheran (Archieparchia Teheranensis Chaldaeorum, Iran)
- Arcieparchia di Urmia (Archieparchia Urmiensis, Iran)
  - Eparchia di Salmas (Eparchia Salmasiensis Chaldaeorum)
- Eparchia di Beirut (Eparchia Brytensis Chaldaeorum, Libano)
- Eparchia del Cairo (Eparchia Cahirensis Chaldaeorum, Egitto)
- Eparchia di Mar Addai di Toronto (Eparchia Sancti Adda in urbe Torontina Chaldaeorum, Canada)
- Eparchia di San Pietro Apostolo di San Diego (Eparchia Sancti Petri Apostoli urbis Sancti Didaci Chaldaeorum, Stati Uniti d'America)
- Eparchia di San Tommaso Apostolo di Detroit (Eparchia Sancti Thomas Apostoli Detroitensis Chaldaeorum, Stati Uniti d'America)
- Eparchia di San Tommaso Apostolo di Sydney (Eparchia Sancti Thomas Apostoli Sydneyensis Chaldaeorum, Australia, Nuova Zelanda)
- Patriarcato di Baghdad (Patriarchatus Chaldaeorum, Iraq)
  - Arcieparchia di Ahwaz (Archieparchia Ahvasiensis Chaldaeorum, Iran)
  - Arcieparchia di Baghdad (Archieparchia Babylonensis Chaldaeorum, Iraq)
  - Eparchia di Aleppo (Eparchia Aleppensis Chaldaeorum, Siria)
  - Eparchia di Alqosh (Eparchia Alquoshensis Chaldaeorum, Iraq)
  - Eparchia di Duhok (Eparchia Duhocensis, Iraq)
  - Eparchia di Zākhō (Eparchia Zachuensis Chaldaeorum, Iraq)
  - Territorio dipendente dal patriarcato di Gerusalemme (Israele, Palestina)
  - Territorio dipendente dal patriarcato di Giordania

### Chiesa cattolica siro-malabarese
- Arcieparchia di Changanacherry (Archieparchia Changanacherrensis, India)
  - Eparchia di Kanjirapally (Eparchia Kanirapallensis)
  - Eparchia di Palai (Eparchia Palaiensis)
  - Eparchia di Thuckalay (Eparchia Thuckalayensis)
- Arcieparchia di Ernakulam-Angamaly (Archieparchia Ernakulamensis-Angamaliensis, India)
  - Eparchia di Idukki (Eparchia Idukkensis)
  - Eparchia di Kothamangalam (Eparchia Kothamangalamensis)
- Arcieparchia di Kottayam (Eparchia Kottayamensis, India)
- Arcieparchia di Tellicherry (Archieparchia Tellicherriensis, India)
  - Eparchia di Belthangady (Eparchia Belthangadiensis)
  - Eparchia di Bhadravathi (Eparchia Bhadravathensis)
  - Eparchia di Mananthavady (Eparchia Mananthavadiensis)
  - Eparchia di Mandya (Eparchia Mandiensis)
  - Eparchia di Thamarasserry (Eparchia Thamarasserrensis)
- Arcieparchia di Trichur (Archieparchia Trichuriensis, India)
  - Eparchia di Irinjalakuda (Eparchia Irinialakudensis)
  - Eparchia di Palghat (Eparchia Palghatensis)
  - Eparchia di Ramanathapuram (Eparchia Ramanathapuramensis)
- Eparchia di Adilabad (Eparchia Adilabadensis, India), suffraganea dell'arcidiocesi di Hyderabad
- Eparchia di Bijnor (Eparchia Biinorensis, India), suffraganea dell'arcidiocesi di Agra
- Eparchia di Chanda (Eparchia Chandaensis, India), suffraganea dell'arcidiocesi di Nagpur
- Eparchia di Faridabad (Eparchia Faridabadensis, India)
- Eparchia di Gorakhpur (Eparchia Gorakhpurensis, India), suffraganea dell'arcidiocesi di Agra
- Eparchia di Gran Bretagna (Eparchia Magnae Britanniae Syrorum-Malabarensium, Regno Unito)
- Eparchia di Hosur (Eparchia Hosurensis, India)
- Eparchia di Jagdalpur (Eparchia Iagdalpurensis, India), suffraganea dell'arcidiocesi di Raipur
- Eparchia di Kalyan (Eparchia Callianensis, India), suffraganea dell'arcidiocesi di Bombay
- Eparchia di Mississauga (Eparchia Mississauguensis, Canada)
- Eparchia di Rajkot (Eparchia Raikotensis, India), suffraganea dell'arcidiocesi di Gandhinagar
- Eparchia di Sagar (Eparchia Sagarensis, India), suffraganea dell'arcidiocesi di Bhopal
- Eparchia di San Tommaso Apostolo di Chicago (Eparchia Sancti Thomae Apostoli Chicagiensis Syrorum-Malabarensium, Stati Uniti d'America)
- Eparchia di San Tommaso Apostolo di Melbourne (Eparchia Sancti Thomae Apostoli Melburnensis Syrorum-Malabarensium, Australia)
- Eparchia di Satna (Eparchia Satnensis, India), suffraganea dell'arcidiocesi di Bhopal
- Eparchia di Shamshabad (Eparchia Shamshabadensis, India)
- Eparchia di Ujjain (Eparchia Uiiainensis, India), suffraganea dell'arcidiocesi di Bhopal

## Chiesa cattolica di rito latino

### Africa

#### Conferenza episcopale di  Angola e São Tomé e Príncipe
- Arcidiocesi di Huambo (Archidioecesis Huambensis, Angola)
  - Diocesi di Benguela (Dioecesis Benguelensis)
  - Diocesi di Kwito-Bié (Dioecesis Kvitobiensis)
- Arcidiocesi di Luanda (Archidioecesis Luandensis, Angola)
  - Diocesi di Cabinda (Dioecesis Cabindana)
  - Diocesi di Caxito (Dioecesis Caxitonsis)
  - Diocesi di Mbanza Congo (Dioecesis Mbanzacongensis)
  - Diocesi di Sumbe (Dioecesis Sumbensis)
  - Diocesi di Viana (Dioecesis Viananensis)
- Arcidiocesi di Lubango (Archidioecesis Lubangensis, Angola)
  - Diocesi di Menongue (Dioecesis Menonguensis)
  - Diocesi di Namibe (Dioecesis Namibana)
  - Diocesi di Ondjiva (Dioecesis Ondiivana)
- Arcidiocesi di Malanje (Archidioecesis Malaniensis, Angola)
  - Diocesi di Ndalatando (Dioecesis Ndalatando)
  - Diocesi di Uije (Dioecesis Uiiensis)
- Arcidiocesi di Saurimo (Archidioecesis Saurimoensis, Angola)
  - Diocesi di Dundo (Dioecesis Dundensis)
  - Diocesi di Lwena (Dioecesis Lvenana)
- Diocesi di São Tomé e Príncipe (Dioecesis Sancti Thomae in Insula, São Tomé e Príncipe)

#### Conferenza episcopale del Benin
- Arcidiocesi di Cotonou (Arcidioecesis Cotonuensis)
  - Diocesi di Abomey (Dioecesis Abomeiensis)
  - Diocesi di Dassa-Zoumé (Dioecesis Dassana-Zumensis)
  - Diocesi di Lokossa (Dioecesis Lokossaensis)
  - Diocesi di Porto-Novo (Dioecesis Portus Novi)
- Arcidiocesi di Parakou (Archidioecesis Parakuensis)
  - Diocesi di Djougou (Dioecesis Diuguensis)
  - Diocesi di Kandi (Dioecesis Kandina)
  - Diocesi di Natitingou (Dioecesis Natitinguensis)
  - Diocesi di N'Dali (Dioecesis Ndaliensis)

#### Conferenza episcopale di  Burkina Faso e Niger
- Arcidiocesi di Bobo-Dioulasso (Archidioecesis Bobodiulassensis, Burkina Faso)
  - Diocesi di Banfora (Dioecesis Banforensis)
  - Diocesi di Dédougou (Dioecesis Deduguensis)
  - Diocesi di Diébougou (Dioecesis Diebuguensis)
  - Diocesi di Gaoua (Dioecesis Gauensis)
  - Diocesi di Nouna (Dioecesis Nuensis)
- Arcidiocesi di Koupéla (Archidioecesis Kupelaensis, Burkina Faso)
  - Diocesi di Dori (Dioecesis Doriensis)
  - Diocesi di Fada N'Gourma (Dioecesis Fada Ngurmaensis)
  - Diocesi di Kaya (Dioecesis Kayana)
  - Diocesi di Tenkodogo (Dioecesis Tenkodogoënsis)
- Arcidiocesi di Niamey (Archidioecesis Niameyensis, Niger)
  - Diocesi di Maradi (Dioecesis Maradensis)
- Arcidiocesi di Ouagadougou (Archidioecesis Uagaduguensis, Burkina Faso)
  - Diocesi di Koudougou (Dioecesis Kuduguensis)
  - Diocesi di Manga (Dioecesis Mangana)
  - Diocesi di Ouahigouya (Dioecesis Uahiguyaensis)

#### Conferenza episcopale del Burundi
- Arcidiocesi di Bujumbura (Archidioecesis Buiumburaensis)
  - Diocesi di Bubanza (Dioecesis Bubantina)
  - Diocesi di Bururi (Dioecesis Bururiensis)
- Arcidiocesi di Gitega (Archidioecesis Kitegaensis)
  - Diocesi di Muyinga (Dioecesis Muyingana)
  - Diocesi di Ngozi (Dioecesis Ngoziensis)
  - Diocesi di Rutana (Dioecesis Rutana)
  - Diocesi di Ruyigi (Dioecesis Ruyigiensis)

#### Conferenza episcopale del Camerun
- Arcidiocesi di Bamenda (Archidioecesis Bamendana)
  - Diocesi di Buéa (Dioecesis Bueaensis)
  - Diocesi di Kumba (Dioecesis Kumbana)
  - Diocesi di Kumbo (Dioecesis Kumboensis)
  - Diocesi di Mamfe (Dioecesis Mamfensis)
- Arcidiocesi di Bertoua (Archidioecesis Bertuana)
  - Diocesi di Batouri (Dioecesis Baturiensis)
  - Diocesi di Doumé-Abong' Mbang (Dioecesis Dumensis-Abongensis-Mbangensis)
  - Diocesi di Yokadouma (Dioecesis Yokadumana)
- Arcidiocesi di Douala (Archidioecesis Dualaensis)
  - Diocesi di Bafang (Dioecesis Bafangensis)
  - Diocesi di Bafoussam (Dioecesis Bafussamensis)
  - Diocesi di Edea (Dioecesis Edeana)
  - Diocesi di Eséka (Dioecesis Esekanensis)
  - Diocesi di Nkongsamba (Dioecesis Nkongsambensis)
- Arcidiocesi di Garoua (Archidioecesis Garuensis)
  - Diocesi di Maroua-Mokolo (Dioecesis Maruana-Mokolensis)
  - Diocesi di Ngaoundéré (Dioecesis Ngaunderensis)
  - Diocesi di Yagoua (Dioecesis Yaguana)
- Arcidiocesi di Yaoundé (Archidioecesis Yaundensis)
  - Diocesi di Bafia (Dioecesis Bafiensis)
  - Diocesi di Ebolowa (Dioecesis Ebolouana)
  - Diocesi di Kribi (Dioecesis Kribensis)
  - Diocesi di Mbalmayo (Dioecesis Mbalmayoensis)
  - Diocesi di Obala (Dioecesis Obalana)

#### Conferenza episcopale del Ciad
- Arcidiocesi di N'Djamena (Archidioecesis Ndiamenana)
  - Diocesi di Doba (Dioecesis Dobana)
  - Diocesi di Goré (Dioecesis Gorensis)
  - Diocesi di Laï (Dioecesis Laiensis)
  - Diocesi di Moundou (Dioecesis Munduensis)
  - Diocesi di Pala (Dioecesis Palaensis)
  - Diocesi di Sarh (Dioecesis Sarhensis)
- Vicariato apostolico di Mongo (Vicariatus Apostolicus Mongensis)

#### Conferenza episcopale della Repubblica del Congo
- Arcidiocesi di Brazzaville (Archidioecesis Brazzapolitana)
  - Diocesi di Gamboma (Dioecesis Gambomensis)
  - Diocesi di Kinkala (Dioecesis Kinkalana)
- Arcidiocesi di Owando (Archidioecesis Ouandoensis)
  - Diocesi di Impfondo (Archidioecesis Impfondensis)
  - Diocesi di Ouesso (Dioecesis Uessitana)
- Arcidiocesi di Pointe-Noire (Archidioecesis Nigrirostrensis)
  - Diocesi di Dolisie (Dioecesis Dolisiensis)
  - Diocesi di Nkayi (Dioecesis Nkayiensis)

#### Conferenza episcopale della Costa d'Avorio
- Arcidiocesi di Abidjan (Archidioecesis Abidianensis)
  - Diocesi di Agboville (Dioecesis Agbovillensis)
  - Diocesi di Grand-Bassam (Dioecesis Bassam Maioris)
  - Diocesi di Yopougon (Dioecesis Yopugonensis)
- Arcidiocesi di Bouaké (Archidioecesis Buakensis)
  - Diocesi di Abengourou (Dioecesis Abenguruensis)
  - Diocesi di Bondoukou (Dioecesis Bondukuensis)
  - Diocesi di Yamoussoukro (Dioecesis Yamussukroensis)
- Arcidiocesi di Gagnoa (Archidioecesis Gagnoaensis)
  - Diocesi di Daloa (Dioecesis Daloaensis)
  - Diocesi di Man (Dioecesis Manensis)
  - Diocesi di San Pedro-en-Côte d'Ivoire (Dioecesis Sancti Petri in Litore Eburneo)
- Arcidiocesi di Korhogo (Archidioecesis Korhogoensis)
  - Diocesi di Katiola (Dioecesis Katiolaensis)
  - Diocesi di Odienné (Dioecesis Odiennensis)

#### Conferenza episcopale di Etiopia ed Eritrea
- Prefettura apostolica di Robe (Praefectura apostolica Robensis, Etiopia)
- Vicariato apostolico di Auasa (Vicariatus Apostolicus Avasanus, Etiopia)
- Vicariato apostolico di Gambella (Vicariatus Apostolicus Gambellensis, Etiopia)
- Vicariato apostolico di Gimma-Bonga (Vicariatus Apostolicus Gimmaensis-Bonganus, Etiopia)
- Vicariato apostolico di Harar (Vicariatus Apostolicus Hararensis, Etiopia)
- Vicariato apostolico di Hosanna (Vicariatus Apostolicus Hosannensis, Etiopia)
- Vicariato apostolico di Meki (Vicariatus Apostolicus Mekiensis, Etiopia)
- Vicariato apostolico di Nekemte (Vicariatus Apostolicus Nekemteensis, Etiopia)
- Vicariato apostolico di Soddo (Vicariatus Apostolicus Soddensis, Etiopia)

#### Conferenza episcopale del Gabon
- Arcidiocesi di Libreville (Archidioecesis Liberopolitana, Gabon)
  - Diocesi di Franceville (Dioecesis Francopolitana in Gabone)
  - Diocesi di Mouila (Dioecesis Muilaensis)
  - Diocesi di Oyem (Dioecesis Oyemensis)
  - Diocesi di Port-Gentil (Dioecesis Portus Gentilus)
- Missione sui iuris di Sant'Elena, Ascensione e Tristan da Cunha (Missio Sanctae Helenae, Ascensionis et Tristanensis, Sant'Elena)
- Vicariato apostolico di Makokou (Vicariatus Apostolicus Makakouensis, Gabon)

#### Conferenza episcopale di Gambia e Sierra Leone
- Arcidiocesi di Freetown (Archidioecesis Liberae Urbis)
  - Diocesi di Bo (Dioecesis Boënsis)
  - Diocesi di Kenema (Dioecesis Kenemaensis)
  - Diocesi di Makeni (Dioecesis Makenensis)
- Diocesi di Banjul (Dioecesis Baniulensis)

#### Conferenza episcopale del Ghana
- Arcidiocesi di Accra (Archidioecesis Accraënsis)
  - Diocesi di Ho (Dioecesis Hoensis)
  - Diocesi di Jasikan (Dioecesis Iasikanensis)
  - Diocesi di Keta-Akatsi (Dioecesis Ketaensis-Akatsiensis)
  - Diocesi di Koforidua (Dioecesis Koforiduana)
- Arcidiocesi di Cape Coast (Archidioecesis A Litore Aureo)
  - Diocesi di Sekondi-Takoradi (Dioecesis Sekondiensis-Takoradiensis)
  - Diocesi di Wiawso (Dioecesis Viavsensis)
- Arcidiocesi di Kumasi (Archidioecesis Kumasiensis)
  - Diocesi di Goaso (Dioecesis Goasonensis)
  - Diocesi di Konongo-Mampong (Dioecesis Konongensis-Mampongana)
  - Diocesi di Obuasi (Dioecesis Obuasiensis)
  - Diocesi di Sunyani (Dioecesis Sunyanensis)
  - Diocesi di Techiman (Dioecesis Techimanensis)
- Arcidiocesi di Tamale (Archidioecesis Tamalensis)
  - Diocesi di Damongo (Dioecesis Damongoensis)
  - Diocesi di Navrongo-Bolgatanga (Dioecesis Navrongensis-Bolgatangana)
  - Diocesi di Wa (Dioecesis Vaensis)
  - Diocesi di Yendi (Dioecesis Yendensis)
- Vicariato apostolico di Donkorkrom (Vicariatus Apostolicus Donkorkromensis)

#### Conferenza episcopale della Guinea
- Arcidiocesi di Conakry (Archidioecesis Konakriensis)
  - Diocesi di Guéckédou
  - Diocesi di Kankan (Dioecesis Kankanensis)
  - Diocesi di N'Zérékoré (Dioecesis Nzerekorensis)

#### Conferenza episcopale della Guinea Equatoriale
- Arcidiocesi di Malabo (Archidioecesis Malaboensis)
  - Diocesi di Bata (Dioecesis Bataensis)
  - Diocesi di Ebebiyín (Dioecesis Ebebiyinensis)
  - Diocesi di Evinayong (Dioecesis Evinayongensis)
  - Diocesi di Mongomo (Dioecesis Mongomoensis)

#### Conferenza episcopale del Kenya
- Arcidiocesi di Kisumu (Archidioecesis Kisumuensis)
  - Diocesi di Bungoma (Dioecesis Bungomaensis)
  - Diocesi di Eldoret (Dioecesis Eldoretensis)
  - Diocesi di Homa Bay (Dioecesis Homa Bayensis)
  - Diocesi di Kakamega (Dioecesis Kakamegaensis)
  - Diocesi di Kisii (Dioecesis Kisiiana)
  - Diocesi di Kitale (Dioecesis Kitalensis)
  - Diocesi di Lodwar (Dioecesis Loduarina)
- Arcidiocesi di Mombasa (Archidioecesis Mombasaensis)
  - Diocesi di Garissa (Dioecesis Garissaensis)
  - Diocesi di Malindi (Dioecesis Malindiensis)
- Arcidiocesi di Nairobi (Archidioecesis Nairobiensis)
  - Diocesi di Kericho (Dioecesis Kerichoensis)
  - Diocesi di Kitui (Dioecesis Kituiensis)
  - Diocesi di Machakos (Dioecesis Machakosensis)
  - Diocesi di Nakuru (Dioecesis Nakurensis)
  - Diocesi di Ngong (Dioecesis Ngongensis)
- Arcidiocesi di Nyeri (Archidioecesis Nyeriensis)
  - Diocesi di Embu (Dioecesis Embuensis)
  - Diocesi di Isiolo (Dioecesis Isiolana)
  - Diocesi di Maralal (Dioecesis Maralalensis)
  - Diocesi di Marsabit (Dioecesis Marsabitensis)
  - Diocesi di Meru (Dioecesis Meruensis)
  - Diocesi di Muranga (Dioecesis Murangaensis)
  - Diocesi di Nyahururu (Dioecesis Nyahururensis)
- Ordinariato militare in Kenya

#### Conferenza episcopale del Lesotho
- Arcidiocesi di Maseru (Archidioecesis Maseruana)
  - Diocesi di Leribe (Dioecesis Leribensis)
  - Diocesi di Mohale's Hoek (Dioecesis Mohaleshoekensis)
  - Diocesi di Qacha's Nek (Dioecesis Qachasnekensis)

#### Conferenza episcopale della Liberia
- Arcidiocesi di Monrovia (Archidioecesis Monroviensis)
  - Diocesi di Capo Palmas (Dioecesis Capitis Palmensis)
  - Diocesi di Gbarnga (Dioecesis Gbarngana)

#### Conferenza episcopale del Madagascar
- Arcidiocesi di Antananarivo (Archidioecesis Antananarivensis)
  - Diocesi di Antsirabé (Dioecesis Antsirabé)
  - Diocesi di Maintirano (Dioecesis Maintiranensis)
  - Diocesi di Miarinarivo (Dioecesis Miarinarivo)
  - Diocesi di Tsiroanomandidy (Dioecesis Tsiroanomandidyensis)
- Arcidiocesi di Antsiranana (Archidioecesis Antsirananensis)
  - Diocesi di Ambanja (Dioecesis Ambaniaënsis)
  - Diocesi di Mahajanga (Dioecesis Mahagiangana)
  - Diocesi di Port-Bergé (Dioecesis Portus Bergensis)
- Arcidiocesi di Fianarantsoa (Archidioecesis Fianarantsoaensis)
  - Diocesi di Ambositra (Dioecesis Ambositrensis)
  - Diocesi di Farafangana (Dioecesis Farafanganensis)
  - Diocesi di Ihosy (Dioecesis Ihosiensis)
  - Diocesi di Mananjary (Dioecesis Mananiariensis)
- Arcidiocesi di Toamasina (Archidioecesis Toamasinensis)
  - Diocesi di Ambatondrazaka (Dioecesis Ambatondrazakaënsis)
  - Diocesi di Fenoarivo Atsinanana (Dioecesis Fenoarivensis-Atsinananensis)
  - Diocesi di Moramanga (Dioecesis Moramangana)
- Arcidiocesi di Toliara (Archidioecesis Toliarana)
  - Diocesi di Morombe (Dioecesis Morombensis)
  - Diocesi di Morondava (Dioecesis Morondavensis)
  - Diocesi di Tôlagnaro (Dioecesis Tolagnarensis)

#### Conferenza episcopale del Malawi
- Arcidiocesi di Blantyre (Archidioecesis Blantyrensis)
  - Diocesi di Chikwawa (Dioecesis Chiquavana)
  - Diocesi di Mangochi (Dioecesis Mangociensis)
  - Diocesi di Zomba (Dioecesis Zombaensis)
- Arcidiocesi di Lilongwe (Archidioecesis Lilongvensis)
  - Diocesi di Dedza (Dioecesis Dedzaensis)
  - Diocesi di Karonga (Dioecesis Karongana)
  - Diocesi di Mzuzu (Dioecesis Mzuzuensis)

#### Conferenza episcopale del Mali
- Arcidiocesi di Bamako (Archidioecesis Bamakoensis)
  - Diocesi di Kayes (Dioecesis Kayesensis)
  - Diocesi di Mopti (Dioecesis Moptiensis)
  - Diocesi di San (Dioecesis Sanensis)
  - Diocesi di Ségou (Dioecesis Seguensis)
  - Diocesi di Sikasso (Dioecesis Sikassensis)

#### Conferenza episcopale del Mozambico
- Arcidiocesi di Beira (Archidioecesis Beirensis)
  - Diocesi di Chimoio (Dioecesis Cimoiana)
  - Diocesi di Quelimane (Dioecesis Quelimanensis)
  - Diocesi di Tete (Dioecesis Tetiensis)
- Arcidiocesi di Maputo (Archidioecesis Maputensis)
  - Diocesi di Inhambane (Dioecesis Inhambaniana)
  - Diocesi di Xai-Xai (Dioecesis Xai-Xaiensis)
- Arcidiocesi di Nampula (Archidioecesis Nampulensis)
  - Diocesi di Gurué (Dioecesis Guruensis)
  - Diocesi di Lichinga (Dioecesis Lichingaensis)
  - Diocesi di Nacala (Dioecesis Nacalana)
  - Diocesi di Pemba (Dioecesis Pembana)

#### Conferenza episcopale della Namibia
- Arcidiocesi di Windhoek (Archidioecesis Vindhoekensis)
  - Diocesi di Keetmanshoop (Dioecesis Keetmanshoopensis)
  - Vicariato apostolico di Rundu (Vicariatus Apostolicus Runduensis)

#### Conferenza episcopale della Nigeria
- Arcidiocesi di Abuja (Archidioecesis Abugensis)
  - Diocesi di Gboko (Dioecesis Gbokensis)
  - Diocesi di Idah (Dioecesis Idahina)
  - Diocesi di Katsina-Ala (Dioecesis Katsinensis-Alensis)
  - Diocesi di Lafia (Dioecesis Lafiensis)
  - Diocesi di Lokoja (Dioecesis Lokoiana)
  - Diocesi di Makurdi (Dioecesis Markurdensis)
  - Diocesi di Otukpo (Dioecesis Otukpoena)
- Arcidiocesi di Benin City (Archidioecesis Urbis Beninensis)
  - Diocesi di Auchi (Dioecesis Auchiana)
  - Diocesi di Bomadi (Dioecesis Bomadiensis)
  - Diocesi di Issele-Uku (Dioecesis Isseleukuana)
  - Diocesi di Uromi (Dioecesis Uromiensis)
  - Diocesi di Warri (Dioecesis Varriensis)
- Arcidiocesi di Calabar (Archidioecesis Calabarensis)
  - Diocesi di Ikot Ekpene (Dioecesis Ikotekpenensis)
  - Diocesi di Ogoja (Dioecesis Ogogiaensis)
  - Diocesi di Port Harcourt (Dioecesis Portus Harcurtensis)
  - Diocesi di Uyo (Dioecesis Uyoensis)
- Arcidiocesi di Ibadan (Archidioecesis Ibadanensis)
  - Diocesi di Ekiti (Dioecesis Ekitiensis)
  - Diocesi di Ilorin (Dioecesis Ilorinensis)
  - Diocesi di Ondo (Dioecesis Ondoensis)
  - Diocesi di Osogbo (Dioecesis Osogboana)
  - Diocesi di Oyo (Dioecesis Oyoensis)
- Arcidiocesi di Jos (Archidioecesis Iosensis)
  - Diocesi di Bauchi (Dioecesis Bauchiana)
  - Diocesi di Jalingo (Dioecesis Jalingana)
  - Diocesi di Maiduguri (Dioecesis Maidugurensis)
  - Diocesi di Pankshin (Dioecesis Pankshinensis)
  - Diocesi di Shendam (Dioecesis Shendamensis)
  - Diocesi di Yola (Dioecesis Yolaensis)
- Arcidiocesi di Kaduna (Archidioecesis Kadunaensis)
  - Diocesi di Kafanchan (Dioecesis Kafancana)
  - Diocesi di Kano (Dioecesis Kanensis)
  - Diocesi di Kontagora (Dioecesis Kontagoranus)
  - Diocesi di Minna (Dioecesis Minnaensis)
  - Diocesi di Sokoto (Dioecesis Sokotoensis)
  - Diocesi di Zaria (Dioecesis Zariensis)
- Arcidiocesi di Lagos (Archidioecesis Lagosensis)
  - Diocesi di Abeokuta (Dioecesis Abeokutana)
  - Diocesi di Ijebu-Ode (Dioecesis Iiebuodensis)
- Arcidiocesi di Onitsha (Archidioecesis Onitshana)
  - Diocesi di Abakaliki (Dioecesis Abakalikiensis)
  - Diocesi di Awgu (Dioecesis Auguensis)
  - Diocesi di Awka (Dioecesis Avkaensis)
  - Diocesi di Ekwulobia (Dioecesis Ekvolobiana)
  - Diocesi di Enugu (Dioecesis Enuguensis)
  - Diocesi di Nnewi (Dioecesis Nneviensis)
  - Diocesi di Nsukka (Dioecesis Nsukkana)
- Arcidiocesi di Owerri (Archidioecesis Overriensis)
  - Diocesi di Aba (Dioecesis Abana)
  - Diocesi di Ahiara (Dioecesis Ahiarana)
  - Diocesi di Okigwe (Dioecesis Okigvensis)
  - Diocesi di Orlu (Dioecesis Orluana)
  - Diocesi di Umuahia (Dioecesis Umuahiana)

#### Conferenza episcopale dell'Oceano Indiano
- Diocesi di Port-Louis (Dioecesis Portus Ludovici, Mauritius)
- Diocesi di Port Victoria o Seychelles (Dioecesis Portus Victoriae o Seychellarum)
- Diocesi di Saint-Denis-de-La Réunion (Dioecesis Sancti Dionysii Reunionis, Riunione)
- Vicariato apostolico delle Isole Comore (Vicariatus Apostolicus Insularum Comorensium, Comore, Mayotte)
- Vicariato apostolico di Rodrigues (Vicariatus Apostolicus Rodrigensis, Mauritius)

#### Conferenza episcopale della Repubblica Centrafricana
- Arcidiocesi di Bangui (Archidioecesis Banguensis)
  - Diocesi di Alindao (Dioecesis Alindaoensis)
  - Diocesi di Bambari (Dioecesis Bambaritana)
  - Diocesi di Bangassou (Dioecesis Bangassuensis)
  - Diocesi di Berbérati (Dioecesis Berberatensis)
  - Diocesi di Bossangoa (Dioecesis Bossangoensis)
  - Diocesi di Bouar (Dioecesis Buarensis)
  - Diocesi di Kaga-Bandoro (Dioecesis Kagiensis-Bandorensis)
  - Diocesi di Mbaïki (Dioecesis Mbaikiensis)

#### Conferenza episcopale della Repubblica Democratica del Congo
- Arcidiocesi di Bukavu (Archidioecesis Bukavuensis)
  - Diocesi di Butembo-Beni (Dioecesis Butembensis-Benensis)
  - Diocesi di Goma (Dioecesis Gomaensis)
  - Diocesi di Kasongo (Dioecesis Kasongoensis)
  - Diocesi di Kindu (Dioecesis Kinduensis)
  - Diocesi di Uvira (Dioecesis Uviraensis)
- Arcidiocesi di Kananga (Archidioecesis Kanangana)
  - Diocesi di Kabinda (Dioecesis Kabindaensis)
  - Diocesi di Kole (Dioecesis Kolensis)
  - Diocesi di Luebo (Dioecesis Luebensis)
  - Diocesi di Luiza (Dioecesis Ludovicana)
  - Diocesi di Mbujimayi (Dioecesis Mbugimayensis)
  - Diocesi di Mweka (Dioecesis Mvekaensis)
  - Diocesi di Tshumbe (Dioecesis Tshumbeensis)
- Arcidiocesi di Kinshasa (Archidioecesis Kinshasana)
  - Diocesi di Boma (Dioecesis Bomaensis)
  - Diocesi di Idiofa (Dioecesis Idiofaensis)
  - Diocesi di Inongo (Dioecesis Inongoensis)
  - Diocesi di Kenge (Dioecesis Kengensis)
  - Diocesi di Kikwit (Dioecesis Kikuitensis)
  - Diocesi di Kisantu (Dioecesis Kisantuensis)
  - Diocesi di Matadi (Dioecesis Matadiensis)
  - Diocesi di Popokabaka (Dioecesis Popokabakaensis)
- Arcidiocesi di Kisangani (Dioecesis Kisanganiensis)
  - Diocesi di Bondo (Dioecesis Bondoensis)
  - Diocesi di Bunia (Dioecesis Buniaensis)
  - Diocesi di Buta (Dioecesis Butana)
  - Diocesi di Dungu-Doruma (Dioecesis Dunguensis-Dorumaensis)
  - Diocesi di Isangi (Dioecesis Isangiensis)
  - Diocesi di Isiro-Niangara (Dioecesis Isirensis-Niangarensis)
  - Diocesi di Mahagi-Nioka (Dioecesis Mahagiensis-Niokaensis)
  - Diocesi di Wamba (Dioecesis Vambaensis)
- Arcidiocesi di Lubumbashi (Archidioecesis Lubumbashiensis)
  - Diocesi di Kalemie-Kirungu (Dioecesis Kalemiensis-Kirunguensis)
  - Diocesi di Kamina (Dioecesis Kaminaensis)
  - Diocesi di Kilwa-Kasenga (Dioecesis Kilvaensis-Kasegaensis)
  - Diocesi di Kolwezi (Dioecesis Koluezensis)
  - Diocesi di Kongolo (Dioecesis Kongoloensis)
  - Diocesi di Manono (Dioecesis Manonensis)
  - Diocesi di Sakania-Kipushi (Dioecesis Sakaniensis-Kipushiensis)
- Arcidiocesi di Mbandaka-Bikoro (Archidioecesis Mbandakana-Bikoroensis)
  - Diocesi di Basankusu (Dioecesis Basankusuensis)
  - Diocesi di Bokungu-Ikela (Dioecesis Bokunguensis-Ikelaensis)
  - Diocesi di Budjala (Dioecesis Budialaensis)
  - Diocesi di Lisala (Dioecesis Lisalaensis)
  - Diocesi di Lolo (Dioecesis Loloensis)
  - Diocesi di Molegbe (Dioecesis Molegbensis)

#### Conferenza episcopale del Ruanda
- Arcidiocesi di Kigali (Archidioecesis Kigaliensis)
  - Diocesi di Butare (Dioecesis Butarensis)
  - Diocesi di Byumba (Dioecesis Byumbana)
  - Diocesi di Cyangugu (Dioecesis Cyanguguensis)
  - Diocesi di Gikongoro (Dioecesis Ghikongoroensis)
  - Diocesi di Kabgayi (Dioecesis Kabgayensis)
  - Diocesi di Kibungo (Dioecesis Kibungensis)
  - Diocesi di Nyundo (Dioecesis Nyundoensis)
  - Diocesi di Ruhengeri (Dioecesis Ruhengeriensis)

#### Conferenza episcopale di Senegal, Capo Verde, Mauritania e Guinea-Bissau
- Arcidiocesi di Dakar (Archidioecesis Dakarensis)
  - Diocesi di Kaolack (Dioecesis Kaolackensis)
  - Diocesi di Kolda (Dioecesis Koldaensis)
  - Diocesi di Saint-Louis du Sénégal (Dioecesis Sancti Ludovici Senegalensis)
  - Diocesi di Tambacounda (Dioecesis Tambacundana)
  - Diocesi di Thiès (Dioecesis Thiesina)
  - Diocesi di Ziguinchor (Dioecesis Ziguinchorensis)
- Diocesi di Bafatá (Dioecesis Bafatana, Guinea-Bissau)
- Diocesi di Bissau (Dioecesis Bissagensis, Guinea-Bissau)
- Diocesi di Mindelo (Dioecesis Mindelensis, Capo Verde)
- Diocesi di Nouakchott (Dioecesis Nuakchottensis, Mauritania)
- Diocesi di Santiago di Capo Verde (Dioecesis Sancti Iacobi Capitis Viridis, Capo Verde)

#### Conferenza episcopale di Sudafrica, Botswana e Swaziland
- Arcidiocesi di Bloemfontein (Archidioecesis Bloemfonteinensis, Sudafrica)
  - Diocesi di Bethlehem (Dioecesis Betlehemensis)
  - Diocesi di Keimoes-Upington (Dioecesis Keimoesana-Upingtonensis)
  - Diocesi di Kimberley (Dioecesis Kimberleyensis)
  - Diocesi di Kroonstad (Dioecesis Kroonstadensis)
- Arcidiocesi di Città del Capo (Archidioecesis Civitas Capitis, Sudafrica)
  - Diocesi di Aliwal (Dioecesis Alivalensis)
  - Diocesi di De Aar (Diocesis De Aarensis)
  - Diocesi di Oudtshoorn (Dioecesis Oudtshoornensis)
  - Diocesi di Port Elizabeth (Dioecesis Portus Elizabethensis)
  - Diocesi di Queenstown (Dioecesis Civitatis Reginae)
- Arcidiocesi di Durban (Archidioecesis Durbaniana, Sudafrica)
  - Diocesi di Dundee (Dioecesis Dundeensis)
  - Diocesi di Eshowe (Dioecesis Eshovensis)
  - Diocesi di Kokstad (Dioecesis Kokstadensis)
  - Diocesi di Mariannhill (Dioecesis Collis Mariae)
  - Diocesi di Umtata (Dioecesis Umtatana)
  - Diocesi di Umzimkulu (Dioecesis Umzimkulu)
- Arcidiocesi di Johannesburg (Archidioecesis Ioannesburgensis, Sudafrica)
  - Diocesi di Klerksdorp (Dioecesis Klerkpolitana, Sudafrica)
  - Diocesi di Manzini (Dioecesis Manziniensis, Swaziland)
  - Diocesi di Witbank (Dioecesis Vitbankensis, Sudafrica)
- Arcidiocesi di Pretoria (Archidioecesis Praetoriensis, Sudafrica)
  - Diocesi di Francistown (Dioecesis Francistaunensis, Botswana)
  - Diocesi di Gaborone (Dioecesis Gaboronensis, Botswana)
  - Diocesi di Polokwane (Dioecesis Polokwanensis, Sudafrica)
  - Diocesi di Rustenburg (Dioecesis Rustenburgensis, Sudafrica)
  - Diocesi di Tzaneen (Dioecesis Tzaneensis, Sudafrica)
- Ordinariato militare in Sudafrica (Sudafrica)
- Vicariato apostolico di Ingwavuma (Vicariatus Apostolicus Ingvavumensis, Sudafrica)

#### Conferenza episcopale di Sudan e Sud Sudan
- Arcidiocesi di Giuba (Archidioecesis Iubaensis, Sud Sudan)
  - Diocesi di Malakal (Dioecesis Malakalensis)
  - Diocesi di Rumbek (Dioecesis Rumbekensis)
  - Diocesi di Tombura-Yambio (Dioecesis Tomburaensis-Yambioensis)
  - Diocesi di Torit (Dioecesis Toritensis)
  - Diocesi di Wau (Dioecesis Vavensis)
  - Diocesi di Yei (Dioecesis Yeiensis)
- Arcidiocesi di Khartoum (Archidioecesis Khartumensis, Sudan)
  - Diocesi di El Obeid (Dioecesis Elobeidensis)

#### Conferenza episcopale della Tanzania
- Arcidiocesi di Arusha (Archidioecesis Arushaensis)
  - Diocesi di Mbulu (Dioecesis Mbuluensis)
  - Diocesi di Moshi (Dioecesis Moshiensis)
  - Diocesi di Same (Dioecesis Samensis)
- Arcidiocesi di Dar-es-Salaam (Archidioecesis Daressalaamensis)
  - Diocesi di Ifakara (Dioecesis Ifakarensis)
  - Diocesi di Mahenge (Dioecesis Mahengensis)
  - Diocesi di Morogoro (Dioecesis Morogoroensis)
  - Diocesi di Tanga (Dioecesis Tangaensis)
  - Diocesi di Zanzibar (Dioecesis Zanzibarensis)
- Arcidiocesi di Dodoma (Archidioecesis Dodomaensis)
  - Diocesi di Kondoa (Dioecesis Kondoaënsis)
  - Diocesi di Singida (Dioecesis Singidaensis)
- Arcidiocesi di Mbeya (Archidioecesis Mbeyaensis)
  - Diocesi di Iringa (Dioecesis Iringaensis)
  - Diocesi di Sumbawanga (Dioecesis Sumbavangensis)
- Arcidiocesi di Mwanza (Archidioecesis Mvanzaensis)
  - Diocesi di Bukoba (Diocesis Bukobaensis)
  - Diocesi di Bunda (Dioecesis Bundana)
  - Diocesi di Geita (Dioecesis Geitaensis)
  - Diocesi di Kayanga (Dioecesis Kayangana)
  - Diocesi di Musoma (Dioecesis Musomensis)
  - Diocesi di Rulenge-Ngara (Dioecesis Rulengensis)
  - Diocesi di Shinyanga (Dioecesis Shinyangaensis)
- Arcidiocesi di Songea (Archidioecesis Songeana)
  - Diocesi di Lindi (Dioecesis Lindiensis)
  - Diocesi di Mbinga (Dioecesis Mbingaensis)
  - Diocesi di Mtwara (Dioecesis Mtuarana)
  - Diocesi di Njombe (Dioecesis Niombena)
  - Diocesi di Tunduru-Masasi (Dioecesis Tunduruensis-Masasiensis)
- Arcidiocesi di Tabora (Archidioecesis Taboraensis)
  - Diocesi di Kahama (Dioecesis Kahamaensis)
  - Diocesi di Kigoma (Dioecesis Kigomaensis)
  - Diocesi di Mpanda (Dioecesis Mpandaensis)

#### Conferenza episcopale del Togo
- Arcidiocesi di Lomé (Archidioecesis Lomensis)
  - Diocesi di Aného (Dioecesis Anehensis)
  - Diocesi di Atakpamé (Dioecesis Atakpamensis)
  - Diocesi di Dapaong (Dioecesis Dapaongana)
  - Diocesi di Kara (Dioecesis Karaensis)
  - Diocesi di Kpalimé (Dioecesis Kpalimensis)
  - Diocesi di Sokodé (Dioecesis Sokodensis)

#### Conferenza episcopale dell'Uganda
- Arcidiocesi di Gulu (Archidioecesis Guluensis)
  - Diocesi di Arua (Dioecesis Aruaensis)
  - Diocesi di Lira (Dioecesis Lirensis)
  - Diocesi di Nebbi (Dioecesis Nebbensis)
- Arcidiocesi di Kampala (Archidioecesis Kamapalaensis)
  - Diocesi di Kasana-Luweero (Dioecesis Luveerina)
  - Diocesi di Kiyinda-Mityana (Dioecesis Kiyindaensis-Mityanaensis)
  - Diocesi di Lugazi (Dioecesis Lugasiensis)
  - Diocesi di Masaka (Dioecesis Masakaensis)
- Arcidiocesi di Mbarara (Archidioecesis Mbararaensis)
  - Diocesi di Fort Portal (Dioecesis Arcis Portal)
  - Diocesi di Hoima (Dioecesis Hoimana)
  - Diocesi di Kabale (Dioecesis Kabalena)
  - Diocesi di Kasese (Dioecesis Kasesensis)
- Arcidiocesi di Tororo (Archidioecesis Tororoensis)
  - Diocesi di Jinja (Dioecesis Gingiana)
  - Diocesi di Kotido (Dioecesis Kotidoensis)
  - Diocesi di Moroto (Dioecesis Morotoensis)
  - Diocesi di Soroti (Dioecesi Sorotiensis)
- Ordinariato militare in Uganda

#### Conferenza episcopale dello Zambia
- Arcidiocesi di Kasama (Archidioecesis Kasamaensis)
  - Diocesi di Mansa (Dioecesis Mansaensis)
  - Diocesi di Mpika (Dioecesis Mpikaensis)
- Arcidiocesi di Lusaka (Archidioecesis Lusakensis)
  - Diocesi di Chipata (Dioecesis Chipataensis)
  - Diocesi di Livingstone (Dioecesis Livingstonensis)
  - Diocesi di Mongu (Dioecesis Monguensis)
  - Diocesi di Monze (Dioecesis Monzensis)
- Arcidiocesi di Ndola (Archidioecesis Ndolaensis)
  - Diocesi di Kabwe (Dioecesis Kabvensis)
  - Diocesi di Solwezi (Dioecesis Solveziensis)

#### Conferenza episcopale dello Zimbabwe
- Arcidiocesi di Bulawayo (Archidioecesis Bulauaiensis)
  - Diocesi di Gweru (Dioecesis Gueruensis)
  - Diocesi di Hwange (Dioecesis Huangensis)
  - Diocesi di Masvingo (Dioecesis Masvingensis)
- Arcidiocesi di Harare (Archidioecesis Hararensis)
  - Diocesi di Chinhoyi (Dioecesis Chinhoyiensis)
  - Diocesi di Gokwe (Dioecesis Gokvensis)
  - Diocesi di Mutare (Dioecesis Mutarensis)

### America del Nord e Centrale

#### Conferenza episcopale delle Antille (include parti dell'America del Sud)
- Arcidiocesi di Castries (Archidioecesis Castriensis, Saint Lucia)
  - Diocesi di Kingstown (Dioecesis Regalitana, Saint Vincent e Grenadine)
  - Diocesi di Roseau (Diocesis Rosensis, Dominica)
  - Diocesi di Saint George's a Grenada (Dioecesis Sancti Georgii, Grenada)
  - Diocesi di Saint John's-Basseterre (Dioecesis Sancti Ioannis Imatellurana, Isole Vergini Britanniche)
- Arcidiocesi di Fort-de-France (Archidioecesis Arcis Gallicae Martinicensis, Martinica)
  - Diocesi di Basse-Terre (Dioecesis Imae Telluris, Guadalupa)
  - Diocesi di Caienna (Dioecesis Caiennesìnsis, Guyana Francese)
- Arcidiocesi di Kingston in Giamaica (Dioecesis Regiopolitana in Iamaica, Giamaica)
  - Diocesi di Belize-Belmopan (Dioecesis Belizepolitana-Belmopana, Belize)
  - Diocesi di Mandeville (Dioecesis Mandevillensis, Giamaica)
  - Diocesi di Montego Bay (Dioecesis Sinus Serenis, Giamaica)
  - Missione sui iuris delle Isole Cayman (Missio Insularum Caimanensis, Isole Cayman)
- Arcidiocesi di Nassau (Archidioecesis Nassaviensis, Bahamas)
  - Diocesi di Hamilton a Bermuda (Dioecesis Hamiltonensis in Bermuda, Bermuda)
  - Missione sui iuris di Turks e Caicos (Missio Turcensium et Caicensium, Turks e Caicos)
- Arcidiocesi di Porto di Spagna (Archidioecesis Portus Hispaniae, Trinidad e Tobago)
  - Diocesi di Bridgetown (Dioecesis Pontipolitana, Barbados)
  - Diocesi di Georgetown (Dioecesis Georgiopolitana, Guyana)
  - Diocesi di Paramaribo (Dioecesis Paramariboënsis, Suriname)
  - Diocesi di Willemstad (Dioecesis Gulielmopolitana, Antille Olandesi)

#### Conferenza episcopale del Canada
- Arcidiocesi di Edmonton (Archidioecesis Edmontonensis)
  - Diocesi di Calgary (Dioecesis Calgariensis)
  - Diocesi di Saint Paul in Alberta (Dioecesis Sancti Pauli in Alberta)
- Arcidiocesi di Gatineau (Archidioecesis Gatinensis)
  - Diocesi di Amos (Dioecesis Amosensis)
  - Diocesi di Rouyn-Noranda (Dioecesis Ruynensis-Norandensis)
- Arcidiocesi di Grouard-McLennan (Dioecesis Gruardensis-McLennanpolitana)
  - Diocesi di Mackenzie-Fort Smith (Dioecesis Mackenziensis-Arcis Smith)
  - Diocesi di Whitehorse (Dioecesis Equialbensis)
- Arcidiocesi di Halifax-Yarmouth (Archidioecesis Halifaxiensis-Yarmuthensis)
  - Diocesi di Antigonish (Dioecesis Anigonicensis)
  - Diocesi di Charlottetown (Dioecesis Carolinapolitana)
- Arcidiocesi di Keewatin-Le Pas (Archidioecesis Kivotina-Passitana)
  - Diocesi di Churchill-Baia di Hudson (Dioecesis Churchillpolitana-Sinus de Hudson)
- Arcidiocesi di Kingston (Archidioecesis Regiopolitana)
  - Diocesi di Peterborough (Dioecesis Peterboroughensis)
  - Diocesi di Sault Sainte Marie (Dioecesis Sanctae Mariae Ormensis)
- Arcidiocesi di Moncton (Archidioecesis Monctonensis)
  - Diocesi di Bathurst (Dioecesis Bathurstensis in Canada)
  - Diocesi di Edmundston (Dioecesis Edmundstonensis)
  - Diocesi di Saint John (Dioecesis Sancti Ioannis Canadensis)
- Arcidiocesi di Montréal (Archidioecesis Marianopolitana)
  - Diocesi di Joliette (Dioecesis Ioliettensis)
  - Diocesi di Saint-Jean-Longueuil (Dioecesis Sancti Ioannis Longoliensis)
  - Diocesi di Saint-Jérôme-Mont-Laurier (Dioecesis Sancti Hieronymi Terraebonae-Montis Laurei)
  - Diocesi di Valleyfield (Dioecesis Campivallensis)
- Arcidiocesi di Ottawa-Cornwall (Archidioecesis Ottaviensis-Cornubiensis)
  - Diocesi di Hearst-Moosonee (Dioecesis Hearstensis et Musonitana)
  - Diocesi di Pembroke (Dioecesis Pembrokensis)
  - Diocesi di Timmins (Dioecesis Timminsensis)
- Arcidiocesi di Québec (Archidioecesis Quebecensis)
  - Diocesi di Chicoutimi (Dioecesis Chicoutimiensis)
  - Diocesi di Sainte-Anne-de-la-Pocatière (Dioecesis Sancate Annae Pocatierensis)
  - Diocesi di Trois-Rivières (Dioecesis Trifluvianensis in Canada)
- Arcidiocesi di Regina (Archidioecesis Reginatensis)
  - Diocesi di Prince Albert (Dioecesis Principis Albertensis)
  - Diocesi di Saskatoon (Dioecesis Saskatoonensis)
- Arcidiocesi di Rimouski (Archidioecesis Sancti Germani)
  - Diocesi di Baie-Comeau (Dioecesis Sinus Comoënsis)
  - Diocesi di Gaspé (Dioecesis Gaspeiensis)
- Arcidiocesi di Saint-Boniface (Archidioecesis Sancti Bonifacii)
- Arcidiocesi di Saint John's (Archidioecesis Sancti Ioannis Terrae Novae)
  - Diocesi di Corner Brook-Labrador (Dioecesis Rivuli Angularis et Terrae Laboratoriae)
  - Diocesi di Grand Falls (Dioecesis Grandicataractensis)
- Arcidiocesi di Sherbrooke (Archidioecesis Sherbrookensis)
  - Diocesi di Nicolet (Dioecesis Nicoletana)
  - Diocesi di Saint-Hyacinthe (Dioecesis Sancti Hyacinthi)
- Arcidiocesi di Toronto (Archidioecesis Torontina)
  - Diocesi di Hamilton (Dioecesis Hamiltonensis)
  - Diocesi di London (Dioecesis Londonensis)
  - Diocesi di Saint Catharines (Dioecesis Sanctae Catharinae in Ontario)
  - Diocesi di Thunder Bay (Dioecesis Sinus Tonitralis)
- Arcidiocesi di Vancouver (Archidioecesis Vancuveriensis)
  - Diocesi di Kamloops (Dioecesis Kamloopsensis)
  - Diocesi di Nelson (Dioecesis Nelsonensis)
  - Diocesi di Prince George (Dioecesis Principis Georgensis)
  - Diocesi di Victoria (Dioecesis Victoriensis in Insula Vancouver)
- Arcidiocesi di Winnipeg (Archidioecesis Vinnipegensis)
- Ordinariato militare in Canada

#### Conferenza episcopale della Costa Rica
- Arcidiocesi di San José de Costa Rica (Archidiocesis Sancti Iosephi in Costarica)
  - Diocesi di Alajuela (Dioecesis Alaiuelensis)
  - Diocesi di Cartago (Dioecesis Carthaginensis in Costarica)
  - Diocesi di Ciudad Quesada (Dioecesis Civitatis Quedasensis)
  - Diocesi di Limón (Dioecesis Limonensis)
  - Diocesi di Puntarenas (Dioecesis Puntarenensis)
  - Diocesi di San Isidro de El General (Dioecesis Sancti Isidori)
  - Diocesi di Tilarán-Liberia (Dioecesis Tilaranensis-Liberiana)

#### Conferenza episcopale di Cuba
- Arcidiocesi di Camagüey (Archidioecesis Camagueyensis)
  - Diocesi di Ciego de Ávila (Dioecesis Caeci Abulensis)
  - Diocesi di Cienfuegos (Dioecesis Centumfocensis)
  - Diocesi di Santa Clara (Dioecesis Sanctae Clarae)
- Arcidiocesi di San Cristóbal de la Habana (Archidioecesis Avanensis)
  - Diocesi di Matanzas (Dioecesis Matansansis)
  - Diocesi di Pinar del Río (Dioecesis Pinetensis ad Flumen)
- Arcidiocesi di Santiago di Cuba (Archidioecesis Sancti Iacobi in Cuba)
  - Diocesi di Guantánamo-Baracoa (Dioecesis Guantanamensis-Baracoensis)
  - Diocesi di Holguín (Dioecesis Holguinensis)
  - Diocesi di Santísimo Salvador de Bayamo-Manzanillo (Dioecesis Sanctissimi Salvatoris Bayamensis-Manzanillensis)

#### Conferenza episcopale di El Salvador
- Arcidiocesi di San Salvador (Archidioecesis Sancti Salvatoris in America)
  - Diocesi di Chalatenango (Dioecesis Chalatenangensis)
  - Diocesi di San Miguel (Dioecesis Sancti Michaelis)
  - Diocesi di Santa Ana (Dioecesis Sanctae Annae)
  - Diocesi di Santiago de María (Dioecesis Sancti Iacobi de Maria)
  - Diocesi di San Vicente (Dioecesis Sancti Vincentii)
  - Diocesi di Sonsonate (Dioecesis Sonsonatensis)
  - Diocesi di Zacatecoluca (Dioecesis Zacatecolucana)
- Ordinariato militare in El Salvador

#### Conferenza episcopale del Guatemala
- Arcidiocesi di Los Altos, Quetzaltenango-Totonicapán (Archidioecesis Altensis, Quetzltenanguensis)
  - Diocesi di Huehuetenango (Dioecesis Gerontopolitana)
  - Diocesi di Quiché (Dioecesis Quicensis)
  - Diocesi di San Marcos (Dioecesis Sancti Marci in Guatimala)
  - Diocesi di Sololá-Chimaltenango (Dioecesis Sololensis-Chimaltenangensis)
  - Diocesi di Suchitepéquez-Retalhuleu (Dioecesis Suchitepequensis-Retalhulensis)
- Arcidiocesi di Santiago di Guatemala (Archidioecesis Sancti Jacobi in Guatemala)
  - Diocesi di Escuintla (Dioecesis Escuintlensis)
  - Diocesi di Jalapa (Dioecesis Ialapensis in Guatimala)
  - Diocesi di San Francisco de Asís de Jutiapa (Dioecesis Sancti Francisci Assisiensis de Iutiapa)
  - Diocesi di Santa Rosa de Lima (Dioecesis Sanctae Rosae de Lima)
  - Diocesi di Verapaz (Dioecesis Verae Pacis)
  - Diocesi di Zacapa e Santo Cristo de Esquipulas (Dioecesis Zacapensis et de Esquipulas)
- Vicariato apostolico di El Petén (Vicariatus Apostolicus de El Petén)
- Vicariato apostolico di Izabal (Vicariatus Apostolicus Izabalensis)

#### Conferenza episcopale di Haiti
- Arcidiocesi di Cap-Haïtien (Archidioecesis Capitis Haitiani)
  - Diocesi di Fort-Liberté (Dioecesis Castelli Libertatis)
  - Diocesi di Hinche (Dioecesis Hinchensis)
  - Diocesi di Les Gonaïves (Dioecesis Gonayvensis)
  - Diocesi di Port-de-Paix (Dioecesis Portus Pacis)
- Arcidiocesi di Port-au-Prince (Archidioecesis Portus Principis)
  - Diocesi di Anse-à-Veau-Miragoâne (Dioecesis Sinuvitullensis-Miragoanensis)
  - Diocesi di Jacmel (Dioeceiss Iacmeliensis)
  - Diocesi di Jérémie (Dioecesis Ieremiopolitana)
  - Diocesi di Les Cayes (Dioecesis Caiesensis)

#### Conferenza episcopale dell'Honduras
- Arcidiocesi di Tegucigalpa (Archidioecesis Tegucigalpensis)
  - Diocesi di Choluteca (Dioecesis Cholutecensis)
  - Diocesi di Comayagua (Dioeceis Comayaguensis)
  - Diocesi di Danlí (Dioecesis Danliensis)
  - Diocesi di Juticalpa (Dioecesis Iuticalpensis)
  - Arcidiocesi di San Pedro Sula (Archidioecesis de Sancto Pedro Sula)
  - Diocesi di La Ceiba (Dioecesis Ceibensis)
  - Diocesi di Gracias (Dioecesis Gratiarum)
  - Diocesi di Santa Rosa de Copán (Dioecesis Sanctae Rosae de Copán)
  - Diocesi di Trujillo (Dioecesis Truxillensis in Honduria)
  - Diocesi di Yoro (Dioecesis Yorensis)

#### Conferenza episcopale del Messico
- Arcidiocesi di Acapulco (Archidioecesis Acapulcana)
  - Diocesi di Chilpancingo-Chilapa (Dioecesis Chilpancingensis-Chilapensis)
  - Diocesi di Ciudad Altamirano (Dioecesis Civitatis Altamirensis)
  - Diocesi di Tlapa (Diocesis Tlapensis)
- Arcidiocesi di Antequera (Archidioecesis Antequerensis)
  - Diocesi di Puerto Escondido (Dioecesis Portus Abditi)
  - Diocesi di Tehuantepec (Dioecesis Tehuantepecensis)
  - Diocesi di Tuxtepec (Dioecesis Tuxtepecensis)
  - Prelatura territoriale di Huautla (Praelatura Territorialis Huautlensis)
  - Prelatura territoriale di Mixes (Praelatura Territorialis Mixepolitana)
- Arcidiocesi di Chihuahua (Archidioecesis Chihuahuensis)
  - Diocesi di Ciudad Juárez (Dioecesis Civitatis Iuarezensis)
  - Diocesi di Cuauhtémoc-Madera (Dioecesis Cuauhtemocensis-Materiensis)
  - Diocesi di Nuevo Casas Grandes (Dioecesis Neograndicasensis)
  - Diocesi di Parral (Dioecesis Parralensis)
  - Diocesi di Tarahumara (Dioecesis Tarahumarensis)
- Arcidiocesi di Città del Messico (Archidiocesis Mexicana)
  - Diocesi di Azcapotzalco (Dioecesis Azcapotzalcensis)
  - Diocesi di Iztapalapa (Diocesis Iztapalapensis)
  - Diocesi di Xochimilco (Diocesis Xochimilcensis)
- Arcidiocesi di Durango (Archidioecesis Durangensis)
  - Diocesi di Gómez Palacio (Dioecesis Gomez Palaciensis)
  - Diocesi di Mazatlán (Dioecesis Mazatlanensis)
  - Diocesi di Torreón (Dioecesis Torreonensis)
  - Prelatura territoriale di El Salto (Praelatura Territorialis Saltensis in Mexico)
- Arcidiocesi di Guadalajara (Archidioecesis Guadalaiarensis)
  - Diocesi di Aguascalientes (Diocesis de Aguas Calientes)
  - Diocesi di Autlán (Dioecesis Rivoriensis)
  - Diocesi di Ciudad Guzmán (Dioecesis Guzmanopolitana)
  - Diocesi di Colima (Dioecesis Colimensis)
  - Diocesi di San Juan de los Lagos (Dioecesis Sancti Ioannis a Lacubus)
  - Diocesi di Tepic (Dioecesis Tepicensis)
  - Prelatura territoriale di Jesús María (Praelatura Territorialis Nayarana de Iesu et Maria)
- Arcidiocesi di Hermosillo (Archidioecesis Hermosillensis)
  - Diocesi di Ciudad Obregón (Dioecesis Civitatis Obregonensis)
  - Diocesi di Culiacán (Dioecesis Culiacanensis)
  - Diocesi di Nogales (Dioecesis Nucensis)
- Arcidiocesi di Jalapa (Archidioecesis Ialapensis)
  - Diocesi di Coatzacoalcos (Dioecesis Coatzacoalsensis)
  - Diocesi di Córdoba (Dioecesis Cordubensis in Mexico)
  - Diocesi di Orizaba (Dioecesis Orizabensis)
  - Diocesi di Papantla (Dioecesis Papantlensis)
  - Diocesi di San Andrés Tuxtla (Dioecesis Sancti Andreae de Tuxtla)
  - Diocesi di Tuxpan (Dioecesis Tuxpaniensis)
  - Diocesi di Veracruz (Dioecesis Verae Crucis)
- Arcidiocesi di León (Archidioecesis Leonensis)
  - Diocesi di Celaya (Dioecesis Celayensis)
  - Diocesi di Irapuato (Dioecesis Irapuatensis)
  - Diocesi di Querétaro (Dioecesis Queretarensis)
- Arcidiocesi di Monterrey (Archidioecesis Monterreyensis)
  - Diocesi di Ciudad Victoria (Dioecesis Civitatis Victoriensis)
  - Diocesi di Linares (Dioecesis Linarina)
  - Diocesi di Matamoros-Reynosa (Dioecesis Matamorensis)
  - Diocesi di Nuevo Laredo (Dioecesis Novolaredensis)
  - Diocesi di Piedras Negras (Dioecesis Saxanigrensis)
  - Diocesi di Saltillo (Dioecesis Saltillensis)
  - Diocesi di Tampico (Dioecesis Tampicensis)
- Arcidiocesi di Morelia (Archidioecesis Moreliensis)
  - Diocesi di Apatzingán (Dioecesis Apatzinganensis)
  - Diocesi di Ciudad Lázaro Cárdenas (Dioecesis Civitatis Lazari Cárdenas)
  - Diocesi di Tacámbaro (Dioecesis Tacambarensis)
  - Diocesi di Zamora (Dioecesis Zamorensis in Mexico)
- Arcidiocesi di Puebla de los Ángeles (Archidioecesis Angelorum)
  - Diocesi di Huajuapan de León (Dioecesis Huaiuapanensis)
  - Diocesi di Tehuacán (Dioecesis Tehuacanensis)
  - Diocesi di Tlaxcala (Dioecesis Tlaxcalensis)
- Arcidiocesi di San Luis Potosí (Archidioecesis Sancti Ludovici Potosiensis)
  - Diocesi di Ciudad Valles (Dioecesis Vallipolitana)
  - Diocesi di Matehuala (Dioecesis Matehualensis)
  - Diocesi di Zacatecas (Dioecesis Zacatecensis)
- Arcidiocesi di Tijuana (Archidioecesis Tigiuanaënsis)
  - Diocesi di Ensenada (Dioecesis Sinsuensis)
  - Diocesi di La Paz nella Bassa California del Sud (Dioecesis Paciensis in California Inferiori Meridionali)
  - Diocesi di Mexicali (Dioecesis Mexicalensis)
- Arcidiocesi di Tlalnepantla (Archidioecesis Tlalnepantlana)
  - Diocesi di Cuautitlán (Dioecesis Cuautitlanensis)
  - Diocesi di Ecatepec (Dioecesis Ecatepecensis)
  - Diocesi di Izcalli (Dioecesis Izcalliensis)
  - Diocesi di Netzahualcóyotl (Dioecesis Netzahualcoytlensis)
  - Diocesi di Teotihuacan (Dioecesis Teotihuacana)
  - Diocesi di Texcoco (Dioecesis Texcocensis)
  - Diocesi di Valle de Chalco (Dioecesis Vallis Chalcensis)
- Arcidiocesi di Toluca (Archidioecesis Tolucensis)
  - Diocesi di Atlacomulco (Dioecesis Atlacomulcana)
  - Diocesi di Cuernavaca (Dioecesis Cuernavacensis)
  - Diocesi di Tenancingo (Dioecesis Tenancingana)
- Arcidiocesi di Tulancingo (Archidioecesis Tulacingensis)
  - Diocesi di Huejutla (Dioecesis Hueiutlensis)
  - Diocesi di Tula (Dioecesis Tullanensis)
- Arcidiocesi di Tuxtla Gutiérrez (Dioecesis Tuxtlensis)
  - Diocesi di San Cristóbal de Las Casas (Dioecesis Sancti Christophori de las Casas)
  - Diocesi di Tapachula (Dioecesis Tapacolensis)
- Arcidiocesi di Yucatán (Archidioecesis Yucatanensis)
  - Diocesi di Campeche (Dioecesis Campecorensis)
  - Diocesi di Cancún-Chetumal (Dioecesis Cancunensis-Chetumaliensis)
  - Diocesi di Tabasco (Dioecesis Tabasquensis)

#### Conferenza episcopale del Nicaragua
- Arcidiocesi di Managua (Dioecesis Managuensis)
  - Diocesi di Bluefields (Dioecesis Bluefieldensis)
  - Diocesi di Estelí (Dioecesis Esteliensis)
  - Diocesi di Granada (Dioecesis Granadensis)
  - Diocesi di Jinotega (Dioecesis Xinotegana)
  - Diocesi di Juigalpa (Dioecesis Iuigalpensis)
  - Diocesi di León en Nicaragua (Dioecesis Leonensis)
  - Diocesi di Matagalpa (Dioecesis Matagalpensis)
  - Diocesi di Siuna (Dioecesis Siunaënsis)

#### Conferenza episcopale di Panama
- Arcidiocesi di Panama (Archidioecesis Panamensis)
  - Diocesi di Chitré (Dioecesis Citrensis)
  - Diocesi di Colón-Kuna Yala (Dioecesis Columbensis-Kunayalensis)
  - Diocesi di David (Dioecesis Davidensis)
  - Diocesi di Penonomé (Dioecesis Penonomensis)
  - Diocesi di Santiago de Veraguas (Dioecesis Sancti Iacobi Veraguensis)
  - Prelatura territoriale di Bocas del Toro (Praelatura Territorialis Buccae Taurinae)
- Vicariato apostolico del Darién (Vicariatus Apostolicus Darienensis)

#### Conferenza episcopale di Porto Rico
- Arcidiocesi di San Juan (Archidioecesis Sancti Joannis Portoricensis)
  - Diocesi di Arecibo (Dioecesis Arecibensis)
  - Diocesi di Caguas (Dioecesis Caguana)
  - Diocesi di Fajardo-Humacao (Dioecesis Faiardensis-Humacensis)
  - Diocesi di Mayagüez (Dioecesis Maiaguezensis)
  - Diocesi di Ponce (Dioecesis Poncensis)

#### Conferenza episcopale della Repubblica Dominicana
- Arcidiocesi di Santiago de los Caballeros (Archidioecesis Sancti Iacobi Equitum)
  - Diocesi di La Vega (Dioecesis Vegensis)
  - Diocesi di Mao-Monte Cristi (Dioecesis Maoënsis-Montis Christi)
  - Diocesi di Puerto Plata (Dioecesis Portus Argentarii)
  - Diocesi di San Francisco de Macorís (Dioecesis Sancti Francisci de Macoris)
- Arcidiocesi di Santo Domingo (Archidioecesis Sancti Dominici)
  - Diocesi di Baní (Dioecesis Baniensis)
  - Diocesi di Barahona (Dioecesis Barahonensis)
  - Diocesi di Nuestra Señora de la Altagracia en Higüey (Dioecesis A Domina Nostra vulgo de la Altagracia Higueyensis)
  - Diocesi di San Juan de la Maguana (Dioecesis Sancti Ioannis Maguanensis)
  - Diocesi di San Pedro de Macorís (Dioecesis Sancti Petri de Macoris)
- Ordinariato militare nella Repubblica Dominicana

#### Conferenza episcopale degli Stati Uniti d'America
- Arcidiocesi di Anchorage-Juneau (Archidioecesis Ancoragiensis-Junellensis)
  - Diocesi di Fairbanks (Dioecesis de Fairbanks)
- Arcidiocesi di Atlanta (Archidioecesis Atlantensis)
  - Diocesi di Charleston (Dioecesis Carolopolitana)
  - Diocesi di Charlotte (Dioecesis Carolinana)
  - Diocesi di Raleigh (Dioecesis Raleighensis)
  - Diocesi di Savannah (Dioecesis Savannensis)
- Arcidiocesi di Baltimora (Archidioecesis Baltimorensis)
  - Diocesi di Arlington (Dioecesis Arlingtonensis)
  - Diocesi di Richmond (Dioecesis Richmondiensis)
  - Diocesi di Wheeling-Charleston (Dioecesis Vhelingensis-Carolopolitana)
  - Diocesi di Wilmington (Dioecesis Wilmingtoniensis)
- Arcidiocesi di Boston (Archidioecesis Bostoniensis)
  - Diocesi di Burlington (Dioecesis Burlingtonensis)
  - Diocesi di Fall River (Dioecesis Riverormensis)
  - Diocesi di Manchester (Dioecesis Mancheteriensis)
  - Diocesi di Portland (Dioecesis Portlandensis)
  - Diocesi di Springfield (Dioecesis Campifontis)
  - Diocesi di Worcester (Dioecesis Wigorniensis)
- Arcidiocesi di Chicago (Archidioecesis Chicagiensis)
  - Diocesi di Belleville (Dioecesis Bellevillensis)
  - Diocesi di Joliet (Dioecesis Joliettensis in Illinois)
  - Diocesi di Peoria (Dioecesis Peoriensis)
  - Diocesi di Rockford (Dioecesis Rockfordiensis)
  - Diocesi di Springfield in Illinois (Dioecesis Campifontis in Illinois)
- Arcidiocesi di Cincinnati (Archidioecesis Cincinnatensis)
  - Diocesi di Cleveland (Dioecesis Clevelandensis)
  - Diocesi di Columbus (Dioecesis Columbensis)
  - Diocesi di Steubenville (Dioecesis Steubenvicensis)
  - Diocesi di Toledo (Dioecesis Toletana in America)
  - Diocesi di Youngstown (Dioecesis Youngstonensis)
- Arcidiocesi di Denver (Archidioecesis Denveriensis)
  - Diocesi di Cheyenne (Dioecesis Cheyennensis)
  - Diocesi di Colorado Springs (Dioecesis Coloratensium Fontium)
  - Diocesi di Pueblo (Dioecesis Pueblensis)
- Arcidiocesi di Detroit (Archidioecesis Detroitensis)
  - Diocesi di Gaylord (Dioecesis Gaylordensis)
  - Diocesi di Grand Rapids (Dioecesis Grandormensis)
  - Diocesi di Kalamazoo (Dioecesis Kalamazuensis)
  - Diocesi di Lansing (Dioecesis Lansingensis)
  - Diocesi di Marquette (Dioecesis Marquettensis)
  - Diocesi di Saginaw (Dioecesis Saginavensis)
- Arcidiocesi di Dubuque (Archidioecesis Dubuquensis)
  - Diocesi di Davenport (Dioecesis Davenportensis)
  - Diocesi di Des Moines (Dioecesis Desmoinensis)
  - Diocesi di Sioux City (Dioecesis Siopolitana)
- Arcidiocesi di Filadelfia (Archidioecesis Philadelphiensis)
  - Diocesi di Allentown (Dioecesis Alanpolitana)
  - Diocesi di Altoona-Johnstown (Dioecesis Altoona-Johnstown)
  - Diocesi di Erie (Dioecesis Eriensis)
  - Diocesi di Greensburg (Dioecesis Greensburgensis)
  - Diocesi di Harrisburg (Dioecesis Harrisburgensis)
  - Diocesi di Pittsburgh (Dioecesis Pittsburgensis)
  - Diocesi di Scranton (Dioecesis Scrantonensis)
- Arcidiocesi di Galveston-Houston (Archidioecesis Galvestoniensis Houstoniensis)
  - Diocesi di Austin (Dioecesis Austiniensis)
  - Diocesi di Beaumont (Dioecesis Bellomontensis)
  - Diocesi di Brownsville (Dioecesis Brownsville)
  - Diocesi di Corpus Christi (Dioecesis Corporis Christi)
  - Diocesi di Tyler (Dioecesis Tylerensis)
  - Diocesi di Victoria in Texas (Dioecesis Victoriensis in Texia)
- Arcidiocesi di Hartford (Archidioecesis Hartfordiensis)
  - Diocesi di Bridgeport (Dioecesis Bridgeportiensis)
  - Diocesi di Norwich (Dioecesis Norvicensis)
  - Diocesi di Providence (Dioecesis Providentiensis)
- Arcidiocesi di Indianapolis (Archidioecesis Indianapolitana)
  - Diocesi di Evansville (Dioecesis Evansvicensis)
  - Diocesi di Fort Wayne-South Bend (Dioecesis Wayne Casternsis-South Bendensis)
  - Diocesi di Gary (Dioecesis Gariensis)
  - Diocesi di Lafayette in Indiana (Dioecesis Lafayettensis in Indiana)
- Arcidiocesi di Kansas City (Archidioecesis Kansanopolitana in Kansas)
  - Diocesi di Dodge City (Dioecesis Dodgepolitana)
  - Diocesi di Salina (Dioecesis Salinensis)
  - Diocesi di Wichita (Dioecesis Wichitensis)
- Arcidiocesi di Las Vegas (Archidioecesis Campensis)
  - Diocesi di Reno (Dioecesis Renensis)
  - Diocesi di Salt Lake City (Dioecesis Civitatis Lacus Salsi)
- Arcidiocesi di Los Angeles (Archidioecesis Angelorum in California)
  - Diocesi di Fresno (Dioecesis Fresnensis)
  - Diocesi di Monterey (Dioecesis Montereyensis in California)
  - Diocesi di Orange in California (Dioecesis Arausicanae in California)
  - Diocesi di San Bernardino (Dioecesis Bernardinopolitana)
  - Diocesi di San Diego (Dioecesis Sancti Didaci)
- Arcidiocesi di Louisville (Archidioecesis Ludovicopolitana)
  - Diocesi di Covington (Dioecesis Covingtonensis)
  - Diocesi di Knoxville (Dioecesis Knoxvillensis)
  - Diocesi di Lexington (Dioecesis Lexingtonensis)
  - Diocesi di Memphis (Dioecesis Memphitana in Tennessia)
  - Diocesi di Nashville (Dioecesis Nashvillensis)
  - Diocesi di Owensboro (Dioecesis Owensburgensis)
- Arcidiocesi di Miami (Archidioecesis Miamiensis)
  - Diocesi di Orlando (Dioecesis Orlandensis)
  - Diocesi di Palm Beach (Dioecesis Litoris Palmensis)
  - Diocesi di Pensacola-Tallahassee (Dioecesiss Pensacolensis-Tallahassee)
  - Diocesi di Saint Augustine (Dioecesis Sancti Augustini)
  - Diocesi di Saint Petersburg (Dioecesis Sancti Petri in Florida)
  - Diocesi di Venice (Dioecesis Venetiarum in Florida)
- Arcidiocesi di Milwaukee (Archidioecesis Milvauchiensis)
  - Diocesi di Green Bay (Dioecesis Sinus Viridis)
  - Diocesi di La Crosse (Dioecesis Crossensis)
  - Diocesi di Madison (Dioecesis Madisonensis)
  - Diocesi di Superior (Dioecesis Superiorensis)
- Arcidiocesi di Mobile (Archidioecesis Mobiliensis)
  - Diocesi di Biloxi (Dioecesis Biloxiiensis)
  - Diocesi di Birmingham (Dioecesis Birminghamiensis in Alabama)
  - Diocesi di Jackson (Dioecesis Jacksoniensis)
- Arcidiocesi di Newark (Archidioecesis Novarcensis)
  - Diocesi di Camden (Dioecesis Camdensis)
  - Diocesi di Metuchen (Dioecesis Metuchensis)
  - Diocesi di Paterson (Dioecesis Patersonensis)
  - Diocesi di Trenton (Dioecesis Trentonensis)
- Arcidiocesi di New Orleans (Archidioecesis Novae Aureliae)
  - Diocesi di Alexandria (Dioecesis Alexandrina)
  - Diocesi di Baton Rouge (Dioecesis Rubribaculensis)
  - Diocesi di Houma-Thibodaux (Dioecesis Humensis-Thibodensis)
  - Diocesi di Lafayette (Dioecesis Lafayettensis)
  - Diocesi di Lake Charles (Dioecesis Lacus Carolini)
  - Diocesi di Shreveport (Dioecesis Sreveportuensis in Louisiana)
- Arcidiocesi di New York (Archidioecesis Neo-Eboracensis)
  - Diocesi di Albany (Dioecesis Albanensis)
  - Diocesi di Brooklyn (Dioecesis Bruklyniensis)
  - Diocesi di Buffalo (Dioecesis Buffalensis)
  - Diocesi di Ogdensburg (Dioecesis Ogdensburgensis)
  - Diocesi di Rochester (Dioecesis Roffensis)
  - Diocesi di Rockville Centre (Dioecesis Petropolitana in Insula Longa)
  - Diocesi di Syracuse (Dioecesis Syracusensis)
- Arcidiocesi di Oklahoma City (Archidioecesis Oklahomapolitana)
  - Diocesi di Little Rock (Dioecesis Petriculitana)
  - Diocesi di Tulsa (Dioecesis Tulsensis)
- Arcidiocesi di Omaha (Archidioecesis Omahensis)
  - Diocesi di Grand Island (Dioecesis Insuale Grandis)
  - Diocesi di Lincoln (Dioecesis Lincolnensis)
- Arcidiocesi di Portland (Archidioecesis Portlandensis in Oregon)
  - Diocesi di Baker (Dioecesis Bakeriensis)
  - Diocesi di Boise City (Dioecesis Xylopolitana)
  - Diocesi di Great Falls-Billings (Dioecesis Magnocataractensis-Billingensis)
  - Diocesi di Helena (Dioecesis Helenensis)
- Arcidiocesi di Saint Louis (Archidioecesis Sancti Ludovici)
  - Diocesi di Jefferson City (Dioecesis Civitatis Jeffersoniensis)
  - Diocesi di Kansas City-Saint Joseph (Dioecesis Kansanopolitana-Sancti Josephi)
  - Diocesi di Springfield-Cape Girardeau (Dioecesis Campifontis-Capitis Girardeauensis)
- Arcidiocesi di Saint Paul e Minneapolis (Archidioecesis Paulopolitana et Minneapolitana)
  - Diocesi di Bismarck (Dioecesis Bismarckensis)
  - Diocesi di Crookston (Dioecesis Crookstoniensis)
  - Diocesi di Duluth (Dioecesis Duluthensis)
  - Diocesi di Fargo (Dioecesis Fargensis)
  - Diocesi di New Ulm (Dioecesis Novae Ulmae)
  - Diocesi di Rapid City (Dioecesis Rapidopolitana)
  - Diocesi di Saint Cloud (Dioecesis Sancti Clodoaldi)
  - Diocesi di Sioux Falls (Dioecesis Siuoxormensis)
  - Diocesi di Winona-Rochester (Dioecesis Winonensis)
- Arcidiocesi di San Antonio (Archidioecesis Sancti Antonii)
  - Diocesi di Amarillo (Dioecesis Amarillensis)
  - Diocesi di Dallas (Dioecesis Dallasensis)
  - Diocesi di El Paso (Dioecesis Elpasensis)
  - Diocesi di Fort Worth (Dioecesis Arcis-Vorthensis)
  - Diocesi di Laredo (Dioecesis Laredana)
  - Diocesi di Lubbock (Dioecesis Lubbokensis)
  - Diocesi di San Angelo (Dioecesis Angeliana)
- Arcidiocesi di San Francisco (Archidioecesis Sancti Francisci)
  - Diocesi di Honolulu (Dioecesis Honoluluensis)
  - Diocesi di Oakland (Dioecesis Quercopolitana)
  - Diocesi di Sacramento (Dioecesis Sacramentensis)
  - Diocesi di San Jose in California (Dioecesis Sancti Josephi in California)
  - Diocesi di Santa Rosa in California (Dioecesis Sanctae Rosae in California)
  - Diocesi di Stockton (Dioecesis Stocktoniensis)
- Arcidiocesi di Santa Fe (Archidioecesis Sanctae Fidei in America Septentrionali)
  - Diocesi di Gallup (Dioecesis Gallupiensis)
  - Diocesi di Las Cruces (Dioecesis Cruciensis)
  - Diocesi di Phoenix (Dioecesis Phoenicensis)
  - Diocesi di Tucson (Dioecesis Tucsonensis)
- Arcidiocesi di Seattle (Archidioecesis Seattlensis)
  - Diocesi di Spokane (Dioecesis Spokanensis)
  - Diocesi di Yakima (Dioecesis Yakimensis)
- Arcidiocesi di Washington (Archidioecesis Vashingtonensis)
  - Diocesi di Saint Thomas (Dioecesis Sancti Thomae in Insulis Virgineis)
- Ordinariato militare negli Stati Uniti d'America

### Asia

#### Conferenza episcopale dei vescovi latini della regione araba (include parti dell'Africa)
- Arcidiocesi di Algeri (Archidioecesis Algeriensis, Algeria)
  - Diocesi di Costantina (Dioecesis Constantiniana)
  - Diocesi di Orano (Dioecesis Oranensis)
- Arcidiocesi di Rabat (Archidioecesis Rabatensis)
- Arcidiocesi di Tangeri (Archidioecesis Tingitana)
- Arcidiocesi di Tunisi (Archidioecesis Tunetana)
- Diocesi di Gibuti (Dioecesis Gibutensis, Gibuti)
- Diocesi di Laghouat (Dioecesis Laghuatensis, Algeria)
- Diocesi di Mogadiscio (Dioecesis Mogadiscensis, Somalia)
- Prefettura apostolica di Misurata (Praefectura apostolica Misuraensis, Libia)
- Prefettura apostolica del Sahara Occidentale (Praefectura apostolica de Sahara Occidentali, Saraha Occidentale)
- Vicariato apostolico di Alessandria d'Egitto (Vicariatus Apostolicus Alexandrinus Aegypti, Egitto)
- Vicariato apostolico di Bengasi (Vicariatus Apostolicus Berenicensis, Libia)
- Vicariato apostolico di Derna (Vicariatus Apostolicus Dernensis, Libia)
- Vicariato apostolico di Tripoli (Vicariatus Apostolicus Tripolitanus, Libia)

#### Non appartenenti a una Conferenza episcopale
- Prefettura apostolica dell'Azerbaigian (Praefectura apostolica Azerbaigianensis, Azerbaigian)

### Europa

#### Conferenza episcopale dell'Albania
- Arcidiocesi di Scutari-Pult (Archidioecesis Scodrensis-Pulatensis)
  - Diocesi di Alessio (Dioecesis Alexiensis)
  - Diocesi di Sapë (Dioecesis Sappensis)
- Arcidiocesi di Tirana-Durazzo (Archidioecesis Tiranensis-Dyrracena)
  - Diocesi di Rrëshen (Dioecesis Rrësheniensis)
  - Amministrazione apostolica dell'Albania meridionale (Administratio Apostolica Albaniae Meridionalis), di rito bizantino

#### Conferenza episcopale dell'Austria
- Abbazia territoriale di Wettingen-Mehrerau (Abbatia Territorialis Maris Stellae)
- Arcidiocesi di Salisburgo (Archidioecesis Salisburgensis)
  - Diocesi di Feldkirch (Dioecesis Campitemplensis)
  - Diocesi di Graz-Seckau (Dioecesis Graecensis-Seccoviensis)
  - Diocesi di Gurk (Dioecesis Gurcensis)
  - Diocesi di Innsbruck (Dioecesis Oenipolitana)
- Arcidiocesi di Vienna (Archidioecesis Vindobonensis)
  - Diocesi di Eisenstadt (Dioecesis Sideropolitana)
  - Diocesi di Linz (Dioecesis Linciensis)
  - Diocesi di Sankt Pölten (Dioecesis Sancti Hippolyti)
- Ordinariato militare in Austria

#### Conferenza episcopale della Bielorussia
- Arcidiocesi di Minsk-Mahilëŭ (Archidioecesis Minscensis-Mohiloviensis Latinorum)
  - Diocesi di Hrodna (Dioecesis Grodnensis)
  - Diocesi di Pinsk (Dioecesis Pinskensis)
  - Diocesi di Vicebsk (Dioecesis Vitebscensis)

#### Conferenza episcopale del Belgio
- Arcidiocesi di Malines-Bruxelles (Archidioecesis Mechliniensis-Bruxellensis)
  - Diocesi di Anversa (Dioecesis Antverpiensis)
  - Diocesi di Bruges (Dioecesis Brugensis)
  - Diocesi di Gand (Dioecesis Gandavensis)
  - Diocesi di Hasselt (Dioecesis Hasseletensis)
  - Diocesi di Liegi (Dioecesis Leodiensis)
  - Diocesi di Namur (Dioecesis Namurcensis)
  - Diocesi di Tournai (Dioecesis Tornacensis)
- Ordinariato militare in Belgio

#### Conferenza episcopale di Bosnia ed Erzegovina
- Arcidiocesi di Sarajevo (Archidioecesis Vrhbosnensis, Bosnia ed Erzegovina)
  - Diocesi di Banja Luka (Dioecesis Bania Lucensis, Bosnia ed Erzegovina)
  - Diocesi di Mostar-Duvno (Dioecesis Mandetriensis-Dumnensis, Bosnia ed Erzegovina)
  - Diocesi di Skopje (Dioecesis Scopiensis, Macedonia del Nord)
- Ordinariato militare in Bosnia ed Erzegovina (Bosnia ed Erzegovina)

#### Conferenza episcopale della Bulgaria
- Diocesi di Nicopoli (Dioecesis Nicopolitana)
- Diocesi di Sofia e Filippopoli (Dioecesis Sophiae et Philippopolis)

#### Conferenza episcopale della Croazia
- Arcidiocesi di Đakovo-Osijek (Archidioecesis Diacovensis, Croazia)
  - Diocesi di Požega (Dioecesis Posegana, Croazia)
  - Diocesi di Sirmio (Dioecesis Sirmiensis, Serbia)
- Arcidiocesi di Fiume (Archidioecesis Fluminensis, Croazia)
  - Diocesi di Gospić-Segna (Dioecesis Cospiciensis-Seniensis)
  - Diocesi di Parenzo e Pola (Dioecesis Parentina et Polensis)
  - Diocesi di Veglia (Dioecesis Veglensis)
- Arcidiocesi di Spalato-Macarsca (Archidioecesis Spalatensis-Macarscensis, Croazia)
  - Diocesi di Cattaro (Dioecesis Catharensis, Montenegro)
  - Diocesi di Lesina (Dioecesis Pharensis, Croazia)
  - Diocesi di Ragusa (Dioecesis Ragusina, Croazia)
  - Diocesi di Sebenico (Dioecesis Sebenicensis, Croazia)
- Arcidiocesi di Zara (Archidioecesis Iadriensis, Croazia)
- Arcidiocesi di Zagabria (Archidioecesis Zagrebiensis, Croazia)
  - Diocesi di Bjelovar-Križevci (Dioecesis Bellovariensis-Crisiensis)
  - Diocesi di Sisak (Dioecesis Sisciensis)
  - Diocesi di Varaždin (Dioecesis Varasdinensis)
  - Eparchia di Križevci (Eparchia Crisiensis), di rito bizantino
- Ordinariato militare in Croazia (Croazia)

#### Conferenza episcopale della Repubblica Ceca
- Arcidiocesi di Olomouc (Archidioecesis Olomucensis)
  - Diocesi di Brno (Dioecesis Brunensis)
  - Diocesi di Ostrava-Opava (Dioecesis Ostravensis-Opavensis)
- Arcidiocesi di Praga (Archidioecesis Pragensis)
  - Diocesi di České Budějovice (Dioecesis Budovicensis)
  - Diocesi di Hradec Králové (Dioecesis Riginae Gradecensis)
  - Diocesi di Litoměřice (Dioecesis Litomericensis)
  - Diocesi di Plzeň (Dioecesis Pilzensis)
- Esarcato apostolico della Repubblica Ceca (Exarchatus Apostolicus Reipublicae Cechae), di rito bizantino

#### Conferenza episcopale della Scandinavia
- Diocesi di Copenaghen (Dioecesis Hafniae, Danimarca)
- Diocesi di Helsinki (Dioecesis Helsinkiensis, Finlandia)

#### Non appartenenti a una Conferenza episcopale
- Amministrazione apostolica del Caucaso (Administratio Apostolica Caucasi Latinorum, Armenia, Georgia)
- Amministrazione apostolica di Estonia (Administratio Apostolica Estoniensis, Estonia)